# Национален отбор по футбол на Германия
Германският национален отбор по футбол (на немски: Die deutsche Fußballnationalmannschaft) е футболен отбор, който представлява Германия в международните футболни състезания и срещи от 1908 г. Той се управлява от Германския футболен съюз (ГФС), създаден през 1900 г. След повторното създаване на ГФС през 1949 г., отборът представлява Федерална република Германия. По време на съюзническата окупация и разделението на страната, други два отделни национални отбора са признати от ФИФА: отборът на Саарланд, представляващ Саарланд (1950 – 1956 г.) и Националния отбор по футбол на ГДР, представляващ Германската демократична република (1952 – 1990 г.). Резултатите и на двата отбора са част от статистиката на настоящия национален отбор. След обединението през 1990 г., официалното име и код на отбора е Германия (GER).
Германският национален отбор е един от най-успешните футболни национални отбори в света със спечелените общо 4 Световни първенства (1954, 1974, 1990 и 2014), 3 Европейски първенства (1972, 1980 и 1996) и една Купа на конфедерациите (2017). Тимът завършва на второ място 4 пъти на Световни първенства (1966, 1982, 1986 и 2002), още 3 пъти на Европейски първенства (1976, 1992 и 2008), като 4 пъти заема и 3-тото място на Световни първенства (1934, 1970, 2006 и 2010). С достигнатите 8 финала и 13 полуфинала на Световни първенства и 6 финала и 9 полуфинала на Европейски първенства, Германският национален отбор по футбол е абсолютен рекордьор по тези показатели и заедно с Испания, са единствените страни, които печелят Световната купа по футбол, както при мъжете така и при жените. След Купата на конфедерациите през 2017 г. се превръщат и в една от четирите нации (заедно с Бразилия, Аржентина и Франция), които имат спечелени всички старши международни турнири: Световната купа на ФИФА, Купата на Конфедерациите и съответният континентален турнир. Източна Германия печели Олимпийското злато през 1976 г. 
Преди края на Световното първенство по футбол 2014, Германия получава най-високият ELO рейтинг в историята с рекордните 2200 точки. Германия е единственият европейски национален отбор, който печели Световно първенство в една от двете Америки и единствената европейска нация, която се е класирала на всяко Световно първенство, за което е подала заявка за участие, с изключение на Световно първенство по футбол 1950, когато е извадена от състезанието заради ролята си във Втората световна война. 

## История

### Начални години до Първата световна война (1899 – 1914 г.)
Между 1899 и 1901 г. се провеждат неофициални срещи между английски и германски сборни отбори, които завършват с изразителни победи за англичаните. Тези двубои не са признати днес като официални срещи на германския национален отбор и се считат за мачове на предшественик на днешната национална селекция. Всички тези двубои са организирани от Валтер Бенземан, създател на Германския футболен съюз.
След основаването на Германския футболен съюз през 1900 г. създаването на представителен германски тим се обявява за цел на новата организация. Съществуват обаче сериозни трудности по финансирането на такъв отбор и първият опит да се организира футболен двубой на национално ниво се проваля. Постепенно футболът се превръща в любим спорт на германския обществен елит и след пропуснатото участие на Олимпийските игри през 1908 г., за задача на футболния съюз се поставя изпращането на отбор на олимпиадата през 1912 г.
Цели осем години след основаването на ГФС, на 5 април 1908 г. се изиграва първата официална среща на германския национален отбор. Приятелският двубой се изиграва на базелското игрище Ландхоф германците губят от домакина Швейцария с 5:3, като това е третата официална среща на „кръстоносците“. Първите две швейцарците губят от Франция.
Ето и кратка статистика от срещата:
Швейцария – Германия 5:3 (3:1).
- Швейцария: Драйфус – Хенеберг, Хуг – Щраус, Мегроц, Леман – Рубли, Пфайфер, Кемпфер, Изенегер, Кобелт
- Германия: Фриц Баумгартен – Ернст Йордан, Валтер Хемпел – Карл Лудвих, Артур Хилер (капитан), Ханс Ваймар – Густаф Хензел, Фриц Фьордерер, Ойген Кип, Фриц Бекер, Вили Баумгертнер.
- Рефер: Девите (Швейцария)
- Голове: 0:1 Бекер (6.), 1:1 Кемпфер (21.), 2:1 Йордан (автогол, 28.), 3:1 Пфайфер (32.), 3:2 Фьордерер (52.), 4:2 Пфайфер (57.), 4:3 Бекер (69.), 5:3 Кемпфер (89.)
- Зрители: 3500
- Средна възраст на германския отбор: 22,4 години

Швейцарците традиционно са първия противник на германците в срещи на националните отбори след значими исторически събития. Така тези два отбора играят след двете световни войни, както и след Обединението на Германия. На 4 април 1909 г. германците надделяват в Карлсруе пред 7000 зрители с 1:0, а за 100-годишнината от първия мач на германския национален отбор на 28 март 2008 г. Германия отново печели срещу швейцарците с 4:0.
Преди първата среща на националния отбор в Германския футболен съюз възникват спорове как да се формира представителния тим. Накрая се стига до решение да се повикат футболисти от всички части на Германия, в които се играе организиран футбол. Така местните федерации изготвят списъци с номинирани играчи, а футболният съюз взема крайното решение за окончателния състав. Освен това всяка федерация е точно инструктирана футболист на какъв пост да номинира, за да не се стигне до положение, при което няма предложен вратар. В крайна сметка избраните футболисти са събрани на хаотичен принцип, като много от тях разбират, че са повикани в националния отбор от пресата, а пътуването за мачовете е определяно като „едно малко приключение“. Понеже много от футболистите предпочитат да играят за клубните си отбори, те отказват повиквателните. Те първоначално са заплашвани с наказания до въвеждането на правилото, че клубният тим, изпратил свой футболист в националния отбор, и загубил мач при отсъствието на този футболист, има правото да преиграе загубения двубой. След като първоначалният принцип за избирането на националните футболисти не е особено успешен, се решава на един и същи ден да се играят две срещи на националния отбор, при които да се повикват 22 играчи и така да се спре с критиките по номинирането на национални футболисти. За първи път два мача се играят на 4 април 1909 г. и оттогава датира и първата победа на германците (1:0 срещу Швейцария в Карлсруе). При победата над швейцарците играят германски футболисти от Южна Германия, а по същото време в Будапеща играчите от Северна и Централна Германия завършват 3:3 с домакините Унгария. Германският футболен съюз решава да сформира тимовете по такъв регионален принцип, тъй като тези футболисти играят по-често заедно и съответно се познават по-добре, което води и до по-добър синхрон при съвместната игра.
Въпреки подобрените резултати на германския отбор, организацията за националните срещи продължава да е съществен проблем. Така през 1910 г. ГФС не се съобразява с важните клубни мачове и насрочва среща на националния отбор срещу Белгия в Дуисбург само ден след финала за германското първенство в Кьолн. Играчите от финалистите за шампионата отказват повиквателните за националния тим и само час преди началото на националната среща на стадиона в Дуисбург се явяват само 7 германски футболисти. Стига се до куриозната ситуация да се вземат хора от дуисбургската публика за национални играчи. Съдията на този двубой Макс Графе от Лайпциг ръководи и финала за германското първенство предния ден.
В началото на ХХ век футболът навлиза в олимпийските игри. През 1900 и 1904 г. той е представен демонстративно, а от 1908 г. е пълноправен олимпийски спорт. През посочените три олимпийски години германският футболен отбор не взема участие, а това става през 1912 г. на Олимпийските игри в Стокхолм, когато будестимът играе срещу Австрия, Русия и Унгария. След рекордната победа срещу руснаците с 16:0, когато Готфрид Фукс сам отбелязва 10 гола, германците записват загуби от двата отбора на Австро-Унгария – 1:5 от Австрия и 1:3 от Унгария и отпадат от по-нататъшното участие.
През 1914 г. са насрочени множество срещи на национално ниво, които обаче са отменени след началото на Първата световна война. Тяхното организиране е целяло отлична подготовка за футболния турнир от олимпиадата в Берлин'1916, също отменена поради войната. По време на военните действия не се играят футболни срещи.

### Ваймарска република (1918 – 1933 г.)
До Първата световна война по време на официалните срещи на националния отбор на Германия цари приятелска атмосфера, а през 1912 и 1914 г. дори холандските зрители ръкопляскат на германските футболисти преди срещата между двата национални тима. Политическите конфликти и загубената война водят до изолирането на германското общество и в частност на футбола от Европа. След като Швейцария се съгласява да играе официална среща с Германия през 1920 г. Великобритания, Франция и Белгия заплашват алпийската държава с футболен бойкот. Швейцарците не се поддават на заплахите, но тогава английската футболна асоциация предлага Германия за изключване от ФИФА. Предложението е отхвърлено и в знак на протест англичаните демонстративно напускат световната футболна федерация. Швейцария се опитва да не смесва политиката с футбола и изиграва още една среща с Германия през 1922 г., което става причина Белгия да отмени насрочената си среща с футболистите от Алпите. Всички тези събития показват в каква степен футболът е зависим от политическите идеологии в първата половина на ХХ век. Така през 1922 г. австрийското списание „Дас илюстрийрте Шпортблат“ написва, че в лицето на германските и австрийските футболисти се представя „общият равноправен германски народ“. През 1923 г. Италия става първият противник от войната, изиграл футболна среща с Германия след края на конфликта. Примерът на италианците е последван през 1929 г. от Шотландия, а дотогава германците играят с военно неутрални страни като Нидерландия, Швеция и Норвегия. От 1924 г. германците бойкотират австрийския футбол по „етични причини“, тъй като в Австрия се въвежда професионален футбол. Бойкотът продължава до 1929 г., а от 1926 г. Ото Нерц става първият национален селекционер на Германия. Нерц бързо въвежда модерната за времето си система от британския футбол „WM“.
Поради войната олимпиада не се провежда през 1916 г., а Германия е допусната на най-големия световен спортен форум чак през 1928 г. На Олимпийските игри в Амстердам футболният отбор на германците побеждава съседите от Швейцария с 4:0, но след това отстъпва от станалия по-късно победител във футболния турнир отбор на Уругвай с 1:4. Мачът с „урусите“ предизвиква грозни сцени, след които двама германски и един уругвайски футболисти са изгонени, а в германската преса се появяват антиуругвайски настроения.
През 1930 г. се изиграва първата среща на Германия с Франция, станала възможна след оттеглянето на френските войски от германския регион Райнланд. Двубоят между двете страни е обременен от емоциите на Първата световна война и във френската преса германските футболисти са сравнени с войници-агресори.
Заедно с други европейски футболни съюзи ГФС отказва да изпрати представителен отбор на страната си за първото световно първенство по футбол в Уругвай през 1930 г. поради дългото пътуване (около 2 седмици!) и произтичащите от това скъпи разноски по участието. Все пак футболният съюз не посочва официална причина за отказа си.
Световното първенство в Уругвай през 1930 г. е единственото, за което не се провеждат квалификации, а участието е отворено за всеки държавен тим. Поради тежкото икономическо положение в Европа само четири страни от континента решават да участват, а така или иначе поради аматьорския си статут съществува малка вероятност германските футболисти да бъдат освободени от работа за турнира. В Румъния кралят на страната, който сам тренира националните играчи, издава специален декрет и така освобождава футболистите от работа за три месеца.
В периода 1920 – 1933 г. германският национален отбор постига 23 победи, 13 равенства и 19 загуби. Пречка за по-доброто представяне на бундестима е все още несъгласуваното избиране на национални футболисти, ставащо не по футболни достойнства, а въз основа на пристрастното мнение на делегатите на местните футболни федерации, искащи да видят свои земляци в националния тим.

### Нацизъм. Изключване от ФИФА (1933 – 1942 г.)
Германският национален отбор играе с Франция на 5 март 1933 г., а за същия ден райхсканцлерът Адолф Хитлер насрочва нови избори. Французите се опасяват за сигурността на своите футболисти и привърженици, които трябва да пътуват до нацистката страна, и след намесата на французина Жул Риме, тогавашен председател на ФИФА, и Френската футболна федерация футболната среща се отлага за 19 март. Тя преминава без никакви проблеми за сигурността и в тази връзка Риме прави комплимент на организаторите пред вестник „Фьолкишер Беобахтер“, благодарейки за „примерните спокойствие и ред“, които според него говорят за „високото културно равнище на германския народ“. В Германия тази среща е използвана за пропагандни цели и в същия вестник се акцентира върху намалените цени на билетите и свободния вход за безработни.
Особеност на времето между двете световни войни е, че на някои дни са се играели по два мача на националния отбор. Така на 15 септември 1935 г. един германски отбор играе във Вроцлав, а друг – в Шчечин; на 27 септември – в Прага и Крефелд; на 21 март 1937 г. – в Щутгарт и Люксембург; на 20 март 1938 г. – в Нюрнберг и Вупертал; на 26 март 1939 г. – във Флоренция и Люксембург; на 5 октомври 1941 г. – в Стокхолм и Хелзинки. Все пак, при втория двубой на терена са играели резервните футболисти на германския национален тим. На два пъти, през 1923 и 1933 г., се играе среща на 1 януари, като и в двата случая съперник е Италия, домакинствала в Милано и Болоня.
След квалификациите за Световното първенство в Италия през 1934 г. Германия за първи път се класира за световни финали. Райхстреньорът Ото Нерц съставя отбор от млади футболисти, пет от които нямат национална среща преди световното първенство, а трима имат само един мач. Най-опитен от германците е играчът на Шалке 04 Фриц Сцепан, който е и капитан. Турнирът се провежда изцяло по системата на „директната елиминация“, а германците достигат до полуфинал. При победата срещу Белгия с 5:2 Едмунд Конен отбелязва първият чист „хеттрик“ в историята на световните първенства. Той вкарва три гола за едно полувреме, за разлика от аржентинеца Гилермо Стабиле, на когото четири години по-рано са необходими две полувремена да вкара три попадения на Мексико при победата с 6:3. В четвъртфиналната среща германците отстраняват Швеция с 2:1, но след груби грешки на своя вратар Вилибалд Крес, Германия е спряна с 1:3 от Чехословакия в полуфинален двубой. След лошото си представяне Крес повече на играе с националния екип. Утеха за германския отбор е спечеленото трето място след победа в „малкия финал“ срещу Австрия с 3:2.
През 1935 г. се провеждат 17 приятелски срещи, тъй като нацистите се надяват така да спечелят международното благоразположение. В същото време за противници са избирани по-слаби отбори, за да се затвърди националното самочувствие. „Поредиците от успехи“ притъпяват страха от новия тоталитарен режим в обществото.
След като футболът не присъства в програмата на олимпийските игри през 1932 г., германските национали стартират футболния турнир от Олимпиадата в Берлин'1936 с 9:0 срещу Люксембург. Последвалата загуба с 0:2 от Норвегия слага край на копнежите по златните медали, а за нацистките лидери поражението е катастрофално, тъй като планираната пропагандна дейност във връзка с бъдещите спортни успехи остава неизползвана. Мачът с норвежците е първият, на който лично присъства Хитлер, а този олимпийски турнир е последният за първия отбор на Германия до 1988 г.
След края на игрите е потърсена сметка на отговорниците за провала. Вината е прехвърлена на националния треньор Ото Нерц, въпреки че президентът на ГФС Феликс Линеман дава разпореждане основните футболисти да бъдат запазени срещу норвежците. Нерц е освободен, а неговото място заема Зеп Хербергер. Ото Нерц се възпротивява на решението и протестира, но в крайна сметка се примирява.
Под ръководството на Зеп Хербергер Германия побеждава Естония, Финландия и Швеция и се класира за Световното първенство през 1938 г. във Франция. След аншлуса на Австрия към Германския райх през 1938 г. се играе „братска“ среща между Германия и Австрия. След като австрийците печелят двубоя, у зрителите остава впечатлението, че новият „великогермански“ отбор ще бъде изграден предимно от австрийци. Отношенията между австрийските професионални футболисти и германските аматьори са изключително лоши, като доминират взаимно отрицание и недоверие. На световното първенство германският национален отбор, считан от мнозина за един от фаворитите на турнира, отпада още на осминафиналите от Швейцария. След 1:1 в първия двубой, швейцарците надделяват в преиграването с 4:2 и предизвикват най-лошото представяне на „бундестима“ на световни футболни финали до днес. По време на турнира германските футболисти събират негативните настроения на неутралните любители на футбола, важащи преди всичко за политическите нацистки лидери. Основна причина за краха на националния отбор през 1938 г. се посочва незачитането на мнението на Хербергер по чисто футболни въпроси, на когото е наредено да пуска в игра равностоен брой германци и австрийци без оглед на тяхната спортна форма или футболна позиция на терена.
Въпреки повишеното напрежение около политиката на Германия, през 1939 г. германският национален отбор изиграва 15 срещи с приятелска цел. Втората световна война избухва по време на подготовката на германските футболисти за Олимийските игри в Хелзинки през 1940 г. Голяма част от играчите получават повиквателни за мобилизация, тъй като нацисткото правителство вижда в тях лостове за повишаване на боеспособността на германците, когато воюва рамо в рамо с известните спортисти, без оглед на обществен ранг и слава. От друга страна, тази политика води до силното отслабване на представителния футболен отбор на страната. Той е използван с пропагандни цели в неутрални към войната страни и изиграва значителен брой контролни мачове в тях. Лично датският крал обаче издава забранителна заповед за датските футболисти да играят среща с германските си противници, поради съществуващата окупация на страната му от войските на Вермахта. Въпреки това през ноември 1940 г. такъв мач се състои. Нацистката идеология за „арийска раса“ намира пълно приложение във футбола. След загубата на германците на рождения ден на Фюрера през 1940 г. от Швейцария в Берн министърът на пропагандата Йозеф Гьобелс заявява в писмо до отговорника по спорта в Германския райх, че „не бива да се бъркат понятията, когато някои спортни резултати будят колебания“.
През юни 1941 г. всички национални срещи на Германия са отменени поради настъплението срещу Съветския съюз на източния фронт и това положение остава в сила до октомври същата година, когато директна заповед от Хитлер, изхождащ от прогнозата за бърза победа на Изток, възобновява срещите на националния отбор. През 1942 г. селекционерът Зеп Хербергер представя списък с 20 призовани футболисти пред националсоциалистите. Тези играчи е трябвало да бъдат освободени от военна служба поради получен вече орден за храброст и да се концентрират върху футболните тренировки, без да се опасяват, че ще бъдат призовани отново на фронта. След загуба на германците от Швеция в Берлин Гьобелс забранява националният отбор да провежда срещите си в германската столица, тъй като подобни спортни мероприятия отвличат вниманието на германската общественост от усилията за спечелването на войната. Пропагандаторът се обявява за закриването на спортното движение в страната през 1942 г. и за преминаване към „тотална война“. На 22 ноември 1942 г. се играе последната футболна среща на Германия за следващите осем години. Германците побеждават Словакия с 5:2. Същата година Германия е изключена от ФИФА.

### Възстановяване във ФИФА. „Чудото от Берн“ (1948 – 1954 г.)
След Втората световна война Швейцария се опитва да лобира за възстановяване на членството на Германия във ФИФА, но този опит се оказва безуспешен. През 1948 г. се изиграват три срещи между германски и швейцарски градски отбори в Германия, които предизвикват острите реакции на международната футболна общественост. Швейцарската федерация е заплашена със санкции и в крайна сметка е принудена да накаже организаторите на мачовете. Едва през май 1949 г. международните клубни срещи за германските тимове са разрешени.
След създаването на Федерална република Германия Германският футболен съюз също е преоснован през януари 1950 г. На изток в Германската демократична република е формирано Германското футболно обединение – аналогична на ГФС организация. Две години по-рано се създава и Саарландското футболно обединение, прието за член на ФИФА в началото на 1950 г. ГФС възстановява членството си през септември същата година, а приемането на източногерманските футболни деятели става през 1952 г. Така до 1990 г. съществува и се състезава национален отбор на ГДР. На 22 ноември 1950 г. се състои първата среща на германския национален отбор, воден отново от Сеп Хербергер, след края на Втората световна война. Традиционен противник е Швейцария, а срещата се играе в Щутгарт. Германците печелят с 1:0 след гол на Отмар Валтер. Първоначално международните срещи на Западна Германия се играят срещу неутрални от войната държави или страни, с които традиционно съществуват добри отношения в политически аспект. През 1952 г. се играе за първи път срещу национален отбор на страна, противник във Втората световна война. Това става срещу Франция, когато германците губят с 1:3 в Париж. Хербергер остава верен на принципа си да не повиква в националния отбор футболисти, които играят извън страната. Така известният германски вратар Берт Траутман, играещ в Англия, никога не изиграва мач с националния екип.
Германският национален отбор е спрян от участие в Световното първенство през 1950 г. в Бразилия поради късното възстановяване на членството на страната в Световната футболна федерация.
Германците участват на следващата световна купа през 1954 г. в Швейцария, класирали се след победи над Саарланд и Норвегия в квалификациите. На финалния турнир в алпийската държава Западна Германия не е поставена при тегленето на жребия и попада в група с поставените отбори на Турция, отстранил Испания след жребий, и Унгария, както и непоставения тим на Южна Корея. Според малко необичайният регламент на първенството двата поставени отбора не играят помежду си, а само срещу непоставените тимове. Аналогично непоставените също не се срещат в директен двубой, а играят само срещу поставените отбори.
„Бундестимът“ започва с победа срещу турците, а за срещата с унгарците много основни футболисти са извадени от състава и логично тя е загубена с разгромното 3:8. След загубата, която и до днес си остава най-голямото поражение в официален двубой за германците, Сеп Хербергер е яростно критикуван от пресата, въпреки че по-късно същите тези критици ще обявят даването на почивка на титулярите за гениален стратегически ход. Освен негативните коментари на журналистите, бундестреньорът изтърпява и множество обидни и ядни писма на футболни любители от Германия. В решителната допълнителна среща за продължаване напред в турнира Западна Германия разбива Турция със 7:2 и се класира за четвъртфиналите, където отстранява Югославия.
На полуфинала германците надделяват и срещу Австрия и така се изправят отново срещу унгарския суперотбор на финала.
Дотогава Унгария е смятана за непобедима, нейният „златен отбор“ става олимпийски шампион през 1952 г., а от май 1950 г. до финала в Берн е непобедена в 32 двубоя, като само 4 от тях завършва наравно. Преди да срещне Западна Германия в последната среща Унгария елиминира с по 4:2 Бразилия и световните шампиони Уругвай. След загубата с 3:8 в предварителната група много малко футболни експерти са смятали, че германската победа е възможна. Резултатът 0:2 в първите минути само потвърждава предварителните прогнози. Въпреки това германците намират сили и обръщат развоя на срещата. Те изравняват резултата до почивката чрез попадения на Макс Морлок и Хелмут Ран, а в 84-та минута отново Ран вкарва решаващия гол за победата с 3:2, наречена „Чудото от Берн“. Принос за победата имат и новаторските футболни обувки на спортната компания Адидас, които са снабдени за първи път със сменяеми бутони, и дават преимущество на германците върху мократа трева.
„Турек, ти си дяволско момче – Турек, ти си футболен бог. (…) Още шест минути остават на Ванкдорф-Щадион в Берн. Никой от публиката не помръдва. Дъждът продължава непрестанно да вали. Трудно е, но зрителите не си тръгват – и как биха могли! Световното първенство е веднъж на четири години и когато човек види такъв финал, толкова изравнен, толкова интригуващ, сега Германия напада по левия фланг чрез Шефер, подаването на Шефер към Морлок е отбито от унгарската защита и Божик, отново този Божик, десният халф на Унгария е с топката. Този път той губи кълбото, срещу Шефер – Шефер центрира навътре в игрището – игра с глава – топката отново е овладяна – отзад трябва Ран да стреля – Ран стреля! – Гооооол! Гооооол! Гооооол! Гооооол! ... Гол за Германия – изстрел с левия крак на Ран, Шефер изрита топката към него, като преди това я отне от Божик. Три на два за Германия пет минути преди края на срещата. Мислите ли че съм луд, мислите ли, че съм си загубил ума, вярвам, че дори и футболните лаици не са безразлични и трябва да се радват на вдъхновението на нашия отбор и на своето собствено и да стискат палци. Четири минути и половина ще стискаме палци на стадиона във Ванкдорф. (…) Край! Край! Край! – Край! – Край на мача! Германия е световен шампион! Победи Унгария с три на два в Берн!“
В Германия „героите от Берн“ се превръщат във футболни легенди, а имена като Тони Турек, Фриц Валтер и Хелмут Ран будят добри спомени у футболните запалянковци. Шампионският отбор на Западна Германия от Световното първенство в Швейцария през 1954 г. е: Тони Турек, Йозеф Позипал, Вернер Колмайер, Хорст Екел, Вернер Либрих, Карл Май, Хелмут Ран, Макс Морлок, Отмар Валтер, Фриц Валтер, Ханс Шефер.
Понеже германските фенове на стадиона запяват стария химн на страната си, те разгневяват много странични наблюдатели от страната и чужбина. Все пак доста от запалянковците не знаят третия куплет на песента, тъй като той е въведен две години преди това. Още повече напрежение носи речта на тогавашния президент на ГФС Пеко Баувенс, сравнена от Зюддойче Цайтунг като нещо от категорията на тоталитарните „Зийг-Хайл“-пропагандни речи, а мюнхенската телевизия прекъсва предаването на церемонията. Световните шампиони са тържествено посрещнати, футболистите разнасят славата на страната, засегната много сериозно от войната. Много политолози и социолози днес посочват именно световната титла от 1954 г. като обединяващ фактор за новосформираната Западна Германия и решаващ импулс за развитието дори на икономиката в страната. Така например анализаторът Ханс-Йоаким Винклер посочва „чудото от Берн“ като решаващ фактор за зараждането на националното чувство на германските граждани.
Направени са обаче разкрития, които пораждат съмнения, че германците се сдобиват с титлата с помощта на нечестни методи – взимане на допинг. Според тях, играчите от германския отбор са получили инжекции с метамфетамини и веществото Первитин през почивката между двете полувремена на мача и затова са издържали срещу толкова силен съперник. Медикаментът Первитин е бил инжектиран на нацистките войници по време на Втората световна война, за да издържат по-дълго време в битка. През войната в Германия са били произведени много големи количества от него и девет години след края ѝ все още е имало големи запаси в страната. Домакинът на стадиона в Берн, Валтер Брьониман, разкрива в ефира на обществената телевизия ARD, че е намерил огромно количество спринцовки, захвърлени до дренажната система. Това кара лекаря на германския национален отбор по онова време д-р Франц Лооген да признае, че е инжектирал играчите. Но по думите му, той вкарал в телата им само безобидния витамин Ц, за да увеличи силно издръжливостта им в следващите до три часа.
Това не съвпада напълно с изявленията на играчите, макар всички да отричат взимането на допинг. Десният халф Хорст Екел казва на тържествата по случай 50-годишнината от „Чудото в Берн“, че им е инжектирана глюкоза, а лявото крило Ханс Шефер не споменава за инжекции, а заявява, че докторът им е дал само витамини, без да уточнява на хапчета или в друга форма. Живите членове на състава от 1954 г. продължават да отричат, че са постигнали успеха си с неморални средства. Само че д-р Лооген е бил и германски войник през Втората световна война, прекарал е три години на фронта и още пет като военнопленник. Той е бил наясно с методите, използвани от нацистката войска по време на бой, а според някои от историографите на Мондиал 1954, не се е посвенил да използва подобни методи и с футболистите. През 50-те години обаче няма списък със забранени стимуланти във футбола и дори да са използвали Первитин и други медикаменти, германците на практика не са нарушили нищо в правилника и остава само моралният аспект на случая. 
Макар категорично да отричат, че са вършили нередни неща, в началото на 1955 г. цели осем членове на отбора на вече новите световни шампиони се разболяват тежко и са пратени на лечение в СПА-център. Сеп Хербергер и трима футболисти се разболяват от жълтеница, двама хващат черна треска, а още двама – от тенорея. По-късно двама играчи на този отбор умират от цироза на черния дроб, един от които е крилото Ричард Херман, на 39 години. А е доказано, че первитинът има тежко въздействие именно върху черния дроб. 
Обвиненията за допинг към германците са най-големи в Унгария, след като много по-силният им отбор не става световен шампион. Даже самият унгарски футболист Ференц Пушкаш отправя подобни упреци към германците. Но макар и с доста косвени доказателства, преки такива за употреба на допинг от Бундестима няма, а всички участници в мача са категорични, че са ползвали витамин Ц и глюкоза. За това ГФС забранява на националния си тим да играе двубои срещу Унгария. Едва след писменото извинение на унгарската федерация през 1960 г. забраната е отменена. 
Много съмнения върху честността на успеха на германския отбор създава и мащабно изследване на Университета Хумболд, наречено „Допингът в Германия от 1950 г. до днешни дни“, което излиза през 2011 г. В него се разкрива, че до началото на 70-те години в Германия е имало политика за стимулиране на спортисти с ефедрин, тестостерон, метамфетамини и други вещества. В него не се акцентира конкретно върху отбора, станал световен шампион по футбол през 1954 г., но съмненията се засилват. Обаче отправените обвинения към отбора във вземане на допинг не успяват да бъдат потвърдени. 

### Години на спад. „Боят от Гьотеборг“ и краят на Хербергер (1955 – 1963 г.)
През последвалите години германците не успяват да защитят завоюваната си репутация от световната купа и в „бундестима“ са призовани дори футболисти като „едноръкия“ Роберт Шлинц. През 1955 г. се провеждат две напрегнати срещи със СССР, защото двете държави се срещат за първи път на футболния терен след края на Втората световна война. По време на първата среща в Москва в съветските лагери все още са затворени много германци и футболистите са обвинени от германската общественост в липса на уважение към тях, тъй като са се съгласили да играят с мъчителите на техните сънародници. Малко след футболния двубой военнопленниците са освободени.
Младият отбор на Западна Германия, включващ талантливия Уве Зеелер и воден от опитния капитан Фриц Валтер, се класира автоматично на Световното първенство в Швеция през 1958 г. като действащ шампион и попада в предварителна група със Северна Ирландия, Аржентина и Чехословакия. Победата срещу аржентинците с 3:1 е първият успех срещу неевропейски тим и тя помага за класирането на четвъртфиналите, след като две равенства с по 2:2 с чехословаците и северноирландците носят първото място в предварителната група. В следващата фаза германците отстраняват Югославия и на полуфинала срещат Швеция. Мачът със скандинавците се играе в Гьотеборг и е наречен от германската преса „Боят от Гьотеборг“. Германският отбор завършва полуфиналната битка с девет души поради изгонването на Юсковяк и контузията на Фриц Валтер и губи от домакините с 1:3. Впоследствие срещата за третото място също е загубена от Франция с 3:6 и германците завършват на четвъртото място. Мачът с шведите предизвиква антишведски настроения в Германия, а шведските запалянковци са обвинени в омраза към германците. Лично президентът на Германския футболен съюз Пеко Баувенс говори за голям натиск срещу отбора си, а само германското списание Кикер се опитва да анализира неутрално и пише, че шведите винаги са подкрепяли своя отбор ентусиазирано. След световното първенство обаче шведските туристи и гости в Германия са посрещани необичайно хладно. Германската делегация вбесява ръководителите от ФИФА като напуска Швеция още преди изиграването на финалния мач и не присъства на церемонията по закриването, а някои виждат причината в това, че Англия, а не Западна Германия, е предпочетена за домакина на световното първенство през 1966 г. Унгарският съдия на полуфиналната среща с шведите също е обвинен, че с „пристрастните“ си отсъждания си е „отмъстил“ за загубата на неговите сънародници четири години по-рано.
На 28 декември 1958 г. германският национален отбор за първи път играе футболна среща извън Европа – германците губят от Египет с 1:2 в Кайро.
Квалификациите за Световното първенство в Чили през 1962 г. са преминати успешно след 4 победи в квалификационната група с Гърция и Северна Ирландия. Малко преди световните финали селекционерът Сеп Хербергер сменя титулярния вратар Ханс Тилковски с младия Волфганг Фариан. Западна Германия отпада на четвъртфинала от Югославия с 0:1, като преди това е спечелила предварителната група, включваща и домакина Чили (2:0), Швейцария (2:1) и Италия (0:0). Това е и последният турнир, в който начело на отбора е Хербергер. След края на първенството наставникът е критикуван за дефанзивната си схема на игра и за използването на остарялата вече тактика WM, докато другите тимове играят в система 4-2-4 или 4-3-3. Освен това Хербергер е упрекнат също, че се е доверил и на вече 41-годишния Фриц Валтер. Незадоволителното представяне на националния отбор от друга страна обаче форсира въвеждането на Първа Бундеслига през 1963 г., дълго време отказвано от местните футболни федерации. През 1963 г. Сеп Хербергер подава оставка, а на поста си е заменен от дотогавашния си асистент Хелмут Шон, въпреки че е настоявал да бъде наследен от Фриц Валтер. Хербергер остава влиятелна фигура в германския футбол и по време на следващото световно първенство е личен съветник на Шон.

### Ерата на Хелмут Шон. Голът на Уембли и „Мачът на века“ (1963 – 1972 г.)
Под ръководството на Хелмут Шон започва една много успешна ера за германския футбол. След първата следвоенна победа като гост срещу Швеция Западна Германия се класира за Световното първенство в Англия през 1966 г. Там германците започват с 5:0 над Швейцария, а в този мач заблестява звездата на 20-годишния талант Франц Бекенбауер, който вкарва два гола. Още две попадения добавя и играещият в Италия Хелмут Халер. Втората среща завършва 0:0 срещу Аржентина след малко положения пред двете врати и много тактически нарушения. Последният двубой в предварителната група е спечелен с 2:1 срещу Испания, а левият външен полузащитник Лотар Емерих вкарва фантастичен гол след като провира топката в горния далечен ъгъл на вратата почти от аут-линията. Следват победи с 4:0 срещу Уругвай на четвъртфинала и с 2:1 срещу СССР на полуфинала. Така за втори път след 1954 г. германският национален отбор е на финал на световно първенство.
В решаващия мач за купата „Жул Риме“ срещу домакина Англия германците откриват резултата след попадение на Халер в 12-ра минута, но 6 минути по-късно Джеф Хърст изравнява. Питърс дава преднина за албионците 12 минути преди края, а защитникът на Кьолн Волфганг Вебер вкарва първия си гол за националния отбор секунди преди последния съдийски сигнал и води срещата до продължения. Третото попадение на британците предизвиква разгорещени дискусии и до днес. Ритнатата топка от английския нападател Хърст се удря в горната греда и тупва около гол-линията, но никога не става ясно със сигурност дали я е преминала с целия си обем. Така или иначе страничният съдия от СССР Тофик Бахрамов подава сигнал, че голът е редовен, а впоследствие Джеф Хърст с нов гол постига хеттрик като удвоява преднината на англичаните и това се оказва решаващо за изхода на двубоя. Германците губят с 2:4 и за пръв път в историята печелят сребърни медали от световно първенство. След загубата германските медии критикуват Шон, че е отслабил нападението като е върнал Франц Бекенбауер в защита със задачата да пази персонално Боби Чарлтън. Куриозното в случая е, че английският селекционер Алф Рамзи инструктира Чарлтън да охранява лично ... Бекенбауер.
През 1968 г. Западна Германия за първи път участва в квалификации за Европейско първенство по футбол. Те започват добре с победи от 6:0 срещу Албания и 3:1 срещу Югославия. Реваншът срещу югославяните е загубен с 0:1, но благодарение на по-добрата си голова разлика на германците е достатъчна само една победа при гостуването на треторазредните албанци, победени с лекота от югославския отбор. Въпреки че Хелмут Шон включва в отбора най-резултатния нападател на Първа Бундеслига Петер Майер, германците завършват 0:0 с Албания на 17 декември 1967 г. и така за последен път пропускат класиране за важно първенство.
В квалификациите за Световното първенство в Мексико през 1970 г. Западна Германия се бори за класиране предимно с Шотландия, срещу която дотогава още не е печелила. Първата среща в Глазгоу приключва при 1:1, а ответният двубой се играе на 22 октомври 1969 г. в Хамбург и завършва 3:2 за домакина. Самото световно първенство започва трудно за германците. Те изостават след 21 игрови минути в първата си среща срещу аутсайдера Мароко с 0:1. Тактиката на Шон с двама централни нападатели в лицето на Уве Зеелер и Герд Мюлер не се оказва особено успешна поради неубедителната игра на Хелмут Халер, който не успява да повтори добрите си игри от първенството в Англия четири години по-рано. Така това остава последната среща за националния отбор за Халер, който е сменен на почивката. Отсъствието му подобрява синхрона между Зеелер и Мюлер и те вкарват по един гол в 56. и 80. минута за крайната победа с 2:1 над мароканците. Уве Зеелер оставя нападателните функции на Герд Мюлер и се връща назад, за да помага на полузащитата. По фланговете остро се включват Юрген Грабовски, Райнхард Либуда и Ханес Льор, а с такава тактика германците надделяват над България с 5:2 и Перу с 3:1, поставяйки най-доброто начало в световни финали за германския национален отбор. Четвърфиналът срещу Англия се превръща в необикновен двубой. Той се играе на 1830 метра надморска височина в убийствената лятна мексиканска жега. Мачът е своеобразен реванш за Западна Германия за загубата на финала на предходното световно първенство. Англичаните водят с 2:0 до 69-а минута, което подвежда треньора им Сър Алф Рамзи. Той счита, че двубоят е спечелен и прави важна треньорска грешка като сменява възловите играчи Боби Чарлтън и Питърс, за да запази силите им за полуфинал. Тогава германците изравняват до 2:2, като Зеелер вкарва куриозно попадение с темето си. В продължението на срещата Герд Мюлер бележи рещаващия гол за 3:2.
 Полуфиналният двубой срещу Италия е наречен от германските журналисти „Мачът на века“ поради невероятната си драматичност. Италианците повеждат с 1:0 още в 8-а минута, но играещият за Милан Карл-Хайнц Шнелингер изравнява в последната минута чрез единственото си попадение за националния отбор. В продълженията падат общо 5 гола, а срещата завършва със загуба за Западна Германия – 3:4. Все пак „бундестима“ побеждава Уругвай в „малкия финал“ с 1:0 най-вече благодарение на резервния си вратар Хорст Волтер и получава бронзовите медали. Голмайстор на световното първенство става „бомбардирът на нацията“ Герд Мюлер със своите 10 гола.

### Важни финали и големи скандали (1972 – 1982 г.)
През 1972 г., според мнението на много футболни специалисти, най-добрият германски национален отбор става за първи път европейски шампион. След като се класира за турнира от квалификационна група с Полша, Турция и (отново) Албания, Западна Германия среща на четвъртфинал Англия, която иска да се реваншира за обрата от град Леон на световното първенство две години по-рано. На 29 април 1972 г. се изиграва паметна среща на стадион Уембли в Лондон, в която германците за първи път побеждават англичаните като гости с помощта на головете на Ули Хьонес, Гюнтер Нетцер и Герд Мюлер за крайното 3:1. Британската булевардна преса, доста критична към Германия по това време, засипва германската единадесеторка с хвалби. Реваншът в Берлин завършва 0:0, което е достатъчно на „бундестима“ да продължи напред.
Западна Германия заминава като фаворит за финалния рунд на Европейското първенство през 1972 г., след като на 26 май 1972 г. побеждава СССР при откриването на Олимпийския стадион в Мюнхен с 4:1. В Белгия германците побеждават домакините с 2:1 и Съветския съюз с 3:0, като демонстрират доминантен стил на игра. В „черната хроника“ остават изстъпленията на германските хулигани в Брюксел.
През 1974 г. Западна Германия е домакин на световното първенство. В предварителната група тя печели срещу Чили с 1:0 и Австралия с 3:0 и си осигурява класиране за втората фаза. В последния мач от групата обаче ГДР побеждава ГФР с 1:0 чрез гол на Юрген Шпарвасер и така нанася единственото поражение на футболистите, станали по-късно световни шампиони. Този двубой между Западна и Източна Германия на 22 юни 1974 г. остава единствената официална среща между двата германски национални отбора. Загубата се оказва благоприятна за екипа на ГФР. Той завършва на второ място в предварителната си група и след това попада в по-лесната втора полуфинална група, където след победи над Полша (1:0), Швеция (4:2) и Югославия (2:0) се класират за финала, докато източногерманците, финиширали първи, се изправят срещу Холандия, Бразилия и Аржентина и завършват трети с едно равенство и 2 загуби. Победител в тази група е Холандия, също с 3 победи. Западногерманските футболисти трябва да благодарят на източногерманците за поражението, консолидирало отбора под ръководството на капитана Франц Бекенбауер.

|  |

На финала след нарушение на Ули Хьонес нидерландците повеждат в резултата от дузпа още в първата минута на двубоя, а Йохан Неескенс реализира с неспасяем удар под гредата. Берти Фогтс плътно следи плеймейкъра на „оранжевите“ Йохан Кройф, като извършва множество тактически фалове, които изнервят „двигателя на лалетата“ и той губи креативната си сила. С голове на Паул Брайтнер от дузпа и Герд Мюлер „бундестимът“ побеждава на финала с 2:1 брилянтните холандци и германците печелят втората си световна титла. Бекенбауер триумфално вдига златния трофей в Мюнхен. И до днес футболистите твърдят, че без първоначалната загуба от източногерманците, спечелването на световната купа би било невъзможно.
С триумфа си на първенството германският национален отбор става първият тим, спечелил последователно европейско и световно първенство. Същото се отдава и на Франция в обратен ред през 1998 и 2000 г.), както и на Испания през 2008 и 2010.
Бундестреньорът Хелмут Шон използва 18 футболисти по време на турнира: Сеп Майер (вратар), Франц Бекенбауер, Паул Брайтнер, Хорст-Дитер Хьотгес, Ханс-Георг Шварценбек и Берти Фогтс (защитници), Райнер Бонхоф, Бернхард Кулман, Хайнц Флое, Ули Хьонес, Гюнтер Нетцер, Волфганг Оверат и Херберт Вимер (халфове), Юрген Грабовски, Дитер Херцог, Юп Хайнкес, Бернд Хьолценбайн и Герд Мюлер (нападатели).
През 1976 г. в Югославия европейското първенство за последен път е проведено само с 4 участващи във финалния рунд отбори и германците отново се класират, въпреки оттеглянето на важни футболисти, между които Волфганг Оверат и Герд Мюлер.
В германската преса се появяват любопитни версии за отказването на Герд Мюлер и Волфганг Оверат от националния отбор. Това става главно поради раздразнението на играчите, че техните съпруги не са поканени на шампионската вечеря през 1974 г.
В Белград след 32 игрови минути „бундестимът“ изостава с 0:2 от домакините в полуфиналната среща. През второто полувреме обаче Западна Германия изравнява резултата с попадения на резервите Хайнц Флое и Дитер Мюлер. В продълженията на мача два нови гола на Дитер Мюлер носят победа с 4:2, а германците отново са на европейски финал. Срещу Чехословакия германците отново изостават в резултата с 0:2, но Дитер Мюлер намалява с четвъртия си гол в турнира. Изравняването става в последната минута на финалния мач след попадение на Бернд Хьолценбайн и това води до нови продължения. Там гол не пада и за първи път във футболната история дузпите определят победителя в такъв важен турнир. След като 4 чехословашки и 3 германски футболисти вкарват своите удари от бялата точка, топката взема Ули Хьонес, пропуснал дузпа две години по-рано срещу Полша. Той повтаря пропуска си и праща кълбото в белградското нощно небе. Решаващата дузпа се изпълнява от Антонин Паненка, който технично копва топката и тя бавно и елегантно влиза в германската врата пред слисания поглед на плонжиралия страж Сеп Майер. Германците губят с общ резултат 6:7 и титлата не е защитена. До днес никой национален отбор не успява да спечели две европейски купи една след друга, освен Испания. Голмайстор на първенството става 22-годишният германски нападател на Кьолн Дитер Мюлер със своите 4 попадения.
Към историята на германския национален отбор принадлежи и т.нар. „срам от Кордоба“. Това определение се използва са срещата между Западна Германия и Австрия на Световното първенство в Аржентина през 1978 г. Тогава действащият световен шампион сензационно губи от австрийците с 2:3 в полуфиналната група и отпада от по-нататъшната фаза на турнира. Преди това германците завършват два пъти наравно с Италия и Холандия и с две точки от четири възможни заемат временното трето място в групата. Първото място дава право на участие на финал, а второто – право на участие в срещата за третото място. Италианците и холандците заемат първите две места с по три точки и равенство между тях в последната им среща означава, че Западна Германия има нужда от изразителна победа срещу австрийците, за да може да завърши първа или втора. „Лалетата“ обаче побеждават „скуадра адзура“ с 2:1 и си осигуряват участие на финал. Така мачът на „бундестима“ с австрийците в голяма степен губи своето значение и в крайна сметка е загубен с попадение на Ханс Кранкъл в 88-а минута, а това е и единствената австрийска победа над германския национален отбор във важно състезание. В предварителните групи германците записват две равенства с по 0:0 срещу Полша и Тунис и победа с 6:0 срещу Мексико, което е достатъчно за второто място. След края на световното първенство селекционерът Хелмут Шон се оттегля от поста си, както е заявил дълго време преди това.
За селекционер е назначен Юп Дервал, а под неговото ръководство германският представителен тим няма загуба до Европейското първенство в Италия през 1980 г., въпреки че се записват и необичайни резултати като 0:0 срещу Малта. Така Западна Германия отново е един от фаворитите на европейските финали, проведени за първи път с осем отбора и групова фаза. Още в първата среща в групата германците се реваншират на Чехословакия за загубата на финала преди четири години и побеждават с 1:0. След това „бундестима“ води до 80-а минута с 3:0 срещу Холандия след три гола на Клаус Алофс, но две попадения за „лалетата“ на Джони Реп и Вили ван де Керкхоф връщат интригата. Все пак преднината е запазена и германците печелят с 3:2, а 0:0 в последната среща срещу Гърция носи победа в групата и право на участие във финала. Там Западна Германия среща изненадата на първенството Белгия, надделяла в група с Англия, Испания и домакина Италия. Хорст Хрубеш дава преднина на германците след 10 игрови минути, но Рене Вандерайкен изравнява от дузпа в 72-ра минута. Минута преди края отново Хрубеш бележи с глава и осигурява втората европейска титла на своята страна. Голмайсторският приз отново става притежание на германски футболист – трите гола от срещата с Холандия са достатъчни на Клаус Алофс да стане топреализатор на първенството.
Футболната репрезентация на Западна Германия отново е сред фаворитите на Световното първенство в Испания през 1982 г., въпреки разочароващото си представяне в Аржентина за предходната световна купа. Квалификационният кръг е преминат убедително с осем победи от осем срещи, но още на старта на първенството германците сензационно губят от Алжир с 1:2 и продължаването напред в състезанието може да се получи само след безусловни победи над Чили и Австрия. След като срещата с чилийците е спечелена, двубоят с вече класиралите се австрийци се превръща във футболен куриоз и грубо потъпкване на правилата за честна игра. В т.нар. „пакт за ненападение от Хихон“ германският отбор повежда в 11-ва минута след гол на Хорст Хрубеш и след това двата отбора играят с топката в центъра на игрището, без да създават опасности пред никоя от вратите. Скандалното в случая е, че на германците е необходима точно минимална победа, за да се класират напред, печелейки групата по голова разлика пред Австрия и абсолютния дебютант Алжир. Алжирските футболисти получават искрените симпатии на световната футболна общественост, но въпреки двете си победи те отпадат от първенството само поради по-лошата си голова разлика от Западна Германия и Австрия. След хихонския двубой ФИФА взима решението последните срещи в предварителните групи да се играят по едно и също време, с цел възможността от подобни уговорки да се сведе до минимум.
По регламент след предварителните групи на турнира се формират нови групи, а германците печелят своята след победа над Испания и равенство с Англия. Англичаните и испанците също завършват наравно и заедно се разделят с мечтите за световната купа. На полуфинала Западна Германия се изправя срещу Франция в един незабравим сблъсък, наречен „севилската нощ“ от германските медии. Французите са представени от своя отбор, където играят футболисти като Ален Жирес, Жан Тигана и Мишел Платини. Германците повеждат в 18-а минута, но резултатът е изравнен 8 минути по-късно. В редовното време не падат повече голове, така че се преминава към две продължения по 15 минути. Преди това германският вратар Тони Шумахер се втурва пред наказателното си поле, за да изчисти една топка, и нокаутира откъсналия се Патрик Батистон. Французинът изпада в безсъзнание, губи три зъба и получава фрактура на челюстта. Когато се свестява в болницата по-късно, разбира, че Шумахер не получава дори предупреждение от главния съдия за постъпката си. Още един куриоз се получава, когато Батистон кани германския вратар на своята сватба три години след инцидента. На терена обаче нещата са не по-малко любопитни. Французите бързо повеждат с 3:1 в продълженията, но Карл-Хайнц Румениге и Клаус Фишер довеждат нещата до 3:3. При изпълнението на дузпи Ули Щилике пропуска своя удар в началото за Западна Германия, обаче неточните удари на французите Дидие Сикс и Максим Босис неутрализират пропуска. Стига се до решителната дузпа, отбелязана от Хорст Хрубеш, която класира „бундестима“ на финал.
В Мадрид германците срещат Италия, класирала се след победи над Бразилия с 3:2 и Полша с 2:0 на полуфинала, като всички пет попадения са дело на италианския нападател Паоло Роси. Роси открива резултата и срещу Западна Германия през второто полувреме, а италианците пропускат и дузпа преди това. Нови голове на Марко Тардели и Алесандро Алтобели правят гола на Паул Брайтнер само почетен, а германският национален отбор губи втори световен финал след този през 1966 г.

### Финали срещу Аржентина и Обединение на Германия (1982 – 1990 г.)
Европейското първенство във Франция през 1984 г. е първият значим турнир, в който германският национален отбор отпада още в груповата фаза. Самите квалификации за първенството също не минават лесно и след домакинската загуба в предпоследния мач с 0:1 от Северна Ирландия германците се нуждаят от безусловна победа срещу тогавашното „футболно джудже“ Албания, за да се класират с по-добра голова ралика. Албанците обаче повеждат с 1:0 в 23-та минута и въпреки мигновеното изравняване на резултата с гол на Румениге минута по-късно, победният гол пада чак 10 минути преди края на срещата. Герхард Щрак отбелязва единственото си попадение с националния екип и спасява своите съотборници от срамен провал. В предварителните групи на Евро'84 Западна Германия прави нулево равенство с Португалия и след това побеждава Румъния с 2:1. В последната среща ново равенство за „бундестима“ срещу Испания би означавало продължаване напред в състезанието, но победен гол в 90-а минута на Маседа за испанците слага край на амбициите за нова титла. След европейското първенство Юп Дервал е освободен от поста национален селекционер.
За наследник на Дервал е назначен самият „Кайзер“ Франц Бекенбауер, който поради липсата на треньорски лиценз по това време формално се завежда като „директор на отбора“. В квалификационния цикъл за Световното първенство в Мексико през 1986 г. още в началото става ясно, че германците няма да имат особени проблеми с класирането си, печелейки 5 от първите си 6 срещи. Те губят едва предпоследния си двубой срещу Португалия, когато вече теоретически са спечелили правото да играят на мондиала, и това е първа загуба за Западна Германия в квалификации за световно първенство изобщо.
През лятото на 1986 г. по време на финалния турнир в Мексико скандалите не липсват в германския лагер, а Ули Щайн е първият германски футболист, изваден от разширения състав на националния отбор по време на турнир от световната купа. В предварителните групи равенство с Уругвай, победа срещу Шотландия и загуба от Дания класират германците на второ място. На осминафинала много трудно е победен отборът на Мароко, а победният гол е дело на Лотар Матеус в 88-а минута от пряк свободен удар. Четвъртфиналният двубой е още по-труден и домакините от Мексико са победени чак след изпълнение на дузпи. Западна Германия заиграва убедително едва на полуфинала, когато отново както преди 4 години побеждава Франция, този път с 2:0. На финала „бундестимът“ се изправя срещу силно играещият отбор на Аржентина, който рядко допуска гол и постига стабилни резултати, воден от Диего Марадона. Аржентинците овладяват играта и повеждат с 2:0, но от средата на второто полувреме Германия упражнява силен натиск и само за 7 минути – от 74-та до 80-а минута Румениге и Фьолер изравняват резултата. Мнозина очакват немски обрат, но отговорът следва незабавно. Марадона овладява топката пред наказателното си поле и започва контраатака. Преодолява с дрибъл двама души и от центъра извежда в голово положение Буручага, който прокарва топката покрай вратаря Шумахер и бележи гол в 83-та минута. Германците отново стават световни вицешампиони, след като губят финала с 2:3 от вече двукратния шампион Аржентина.
Германският национален отбор има амбицията да спечели Европейското първенство през 1988 г., на което Западна Германия е домакин. Предварителната група на турнира е спечелена без особено впечатляваща игра – щастливо равенство 1:1 с Италия и две победи с по 2:0 срещу Дания и Испания. В полуфиналната среща германците са победени от бъдещите шампиони Холандия, въпреки че повеждат в резултата. Лотар Матеус вкарва първия гол от дузпа в 55-а минута, но наказателен удар за „лалетата“ изравнява статуквото. Когато двата отбора изглеждат примирени с идващите продължения на мача, Марко ван Бастен използва грешка на Юрген Колер и с плътен удар по тревата изпраща топката в далечния ъгъл на вратата. На финалната среща в Мюнхен холандците този път тотално надиграват Съветския съюз с 2:0 (гол на Гулит с глава и воле на Ван Бастен), реваншират се за загубата с 0:1 в предварителната група и убедително печелят турнира.
Германците отново срещат Холандия в квалификационната група за Световното първенство в Италия през 1990 г. И двете срещи на противниците завършват наравно и след ново равенство на „бундестима“ срещу Уелс, в последната среща срещу уелсците е нужна победа за заемане на едно от първите две места, даващи право на класиране на „Мондиале“. Британците обаче повежда с гол в 11-a минута. Попадения на Руди Фьолер (25-а) и Томас Хеслер (48-а) обръщат мача и носят малко щастливото класиране на световно първенство. Там германците започват ударно – 4:1 срещу Югославия и 5:1 срещу Обединените арабски емирства. Последният мач от предварителната група завършва с 1:1 срещу Колумбия, като Западна Германия повежда с 1:0 две минути преди края, но грешка в защитата носи изравняването за южноамериканците. На осминафинала чакат старите познайници Холандия, а двубоят между футболните врагове е ожесточен. Още в 22-a минута Франк Райкард и Руди Фьолер получават червени картони за неспортсменско поведение. Така движещата ос на „лалетата“ „Рийкард-Гулит-Ван Бастен“ е нарушена, което носи съществени игрови затруднения на холандците. При липсата на Фьолер нападението на германския национален отбор се води от младия таран Юрген Клинсман, който изиграва един от най-добрите си мачове с националната фланелка. Клинсман открива резултата в 51-ва минута, а нов гол на Андреас Бреме носи комфортна преднина, задържана до края, въпреки допуснат гол минута преди изтичане на редовното време. В четвъртфинала германците изиграват най-слабата си среща от турнира и побеждават Чехословакия с минималното 1:0 след гол от дузпа на Матеус. Футболните запалянковци стават свидетели на нова драма в полуфиналната среща с Англия, която след 1:1 в редовното време и продълженията преминава в изпълнения на дузпи. Това е първият турнирен двубой с удари от бялата точка за англичаните и поставя началото на футболен комплекс за албионците. След като защитникът Стюарт Пиърс пропуска решаващата дузпа, Западна Германия печели с 4:3 и отива на трети пореден финал, където има възможност да се реваншира на Аржентина за предходното световно първенство.
Финалът не предлага нещо драматично. Германците имат инициативата в по-голямата част от мача, но световните шампиони играят стабилно и твърдо в защита, макар че в 65-а минута остават с човек по-малко след червен картон на Монсон.
И когато нещата отиват към продължения, няколко минути преди края Фьолер от движение поема чудесен пас на Матеус в празно пространство и се втурва в наказателното поле, Педро Тролио го блокира и с шпагат изчиства топката в корнер, но нападателят пада през крака му и мексиканският съдия Карвасал посочва бялата точка. Целият аржентински отбор протестира и загражда съдията, но той показва жълт картон на Тролио. Отсъдената дузпа е спорна и предизвиква разгорещени дискусии и до днес.

При повторението камерите на руската телевизия, а впоследствие и други медии показват, че кракът на защитника първо изчиства топката, а след това е в съприкосновение с крака на връхлитащия нападател. Преди шпагата има борба за топката и съприкосновение тяло в тяло, но Руди Фьолер пада в наказателното поле след шпагата. Затова аржентинците го обвиняват, че е „паднал за дузпа“. Капитанът Матеус не поема отговорността да изпълни дузпата, а оставя на Андреас Бреме, като му казва, че е контузен. Той стреля ниско, вратарят Гойкоечеа, който е майстор на дузпите от предишните мачове, плонжира в правилната посока, но малко не му достига да спаси. Ударът е много силен и точно до гредата. След гола играта загрубява и съдията показва жълт картон на Марадона и още един червен картон на Дезоти. Аржентина завършва с 9 души, а германците печелят с минималното, но безценно 1:0 и трета световна титла. Така Франц Бекенбауер става световен шампион и като футболист (1974 г.), и като треньор (1990 г.). Тогава „Кайзерът“ решава да се оттегли от поста си на национален селекционер докато е на върха на славата.
След световната си титла германският национален отбор за първи път става най-успешната представителна формация в света, притежавайки 3 световни титли и още 3 участия на финал и записвайки най-много срещи на световни финали (67). Водачеството на германците само четири години, защото още на следващото първенство те ще бъдат задминати от Бразилия.
След оттеглянето на Бекенбауер за национален селекционер е назначен Берти Фогтс. Известният с прякора си като футболист „Териера“ Фогтс е преди това е работил като треньор на младежкия отбор на Германия, а от 1986 до 1990 г. е част от треньорския щаб, ръководен от Бекенбауер.
Първата сериозна задача пред новия наставник е класирането на Европейското първенство в Швеция през 1992 г., което е постигнато след победи над Уелс в квалификационната фаза. Този квалификационен цикъл е и първият, в който участва национален отбор на Обединена Германия. Куриозно е, че първоначално ГДР се пада в една група със Западна Германия и в течение на състезанието двете германски футболни федерации обединяват отборите си. Така квалификационната среща с Белгия се оказва последният официален двубой на представителния футболен отбор на Източна Германия. На 19 декември 1990 г. общият национален отбор за първи път играе официална среща. Това става срещу Швейцария в Щутгарт.
След колебливо представяне в предварителните групи на турнира, включващо загуба с 1:3 от Холандия, Германия отново, за четвърти път, достига до финал след отлична игра и победа над домакините Швеция в полуфиналния мач. В последната среща германците са силно фаворизирани от футболните експерти срещу Дания, класирала се на първенството по служебен път след изключването на Югославия като санкция за водената война там. Датчаните изглеждат на края на силите си след драматичната победа с дузпи на другия полуфинал срещу Холандия. По ирония на съдбата те потвърждават думите на бившия германски треньор Хербергер от 1954 г. за мотива на аутсайдера да се докаже срещу фаворит в решителен двубой, но този път Германия е в другата роля и последва участта на противника си Унгария от финала в Берн през 1954 г. По време на двубоя датчаните успешно рушат германската игра, показват отлична физическа подготовка и тактическа дисциплина и в крайна сметка сензационно печелят с 2:0. Германският нападател Карл-Хайнц Ридле, заедно с други трима футболисти, си поделя голмайсторския приз на първенството със своите три попадения.

### Отпадане на световни четвъртфинали от балкански отбори и европейски шампион (1994 – 1998 г.)
На Световното първенство в САЩ през 1994 г., на което Германия се класира по право като шампион, „бундестима“ за първи път има честта да открие турнира и това става с минималната победа с 1:0 срещу Боливия. След равенство 1:1 с Испания и победа с 3:2 срещу Южна Корея германците завършват първи в предварителната си група. Скандал предизвиква полузащитникът Щефан Ефенберг, който провокиран от германските фенове, показва среден пръст на публиката и за този си жест той е изваден от отбора от селекционера Фогтс. 
Германия елиминира Белгия в осминафинална среща с 3:2 и след това се изправя срещу изненадата на първенството България. Българите преди това никога не са стигали по-далеч от осминафинална среща и са считани за аутсайдер срещу световните шампиони, макар че най-добрите български футболисти играят в известни европейски отбори: Христо Стоичков (Барцелона), Емил Костадинов (Порто и Байерн), Красимир Балъков (Щутгарт), Йордан Лечков (Хамбургер ШФ), Любослав Пенев (Валенсия) и др. Реализирана дузпа от капитана Лотар Матеус дава преднина на Германия, но „българските лъвове“ сензационно обръщат резултата с попадения на Христо Стоичков от пряк свободен удар и летящ плонж с глава на Йордан Лечков. Така за първи път след 1978 г. германският национален отбор остава извън полуфиналите.
Шанс за реванш се появява в квалификационните групи за Европейското първенство в Англия през 1996 г., когато германците са изтеглени да играят отново с България в една група. Първият двубой между двата тима в София завършва с нова загуба за момчетата на Берти Фогтс, които този път повеждат с 2:0, но България отново обръща мача, макар при по-голям пасив, като вкарва 3 безответни гола (Стоичков – 2 и Балъков) и в крайна сметка печели. В последната среща, която няма съществено значение за крайното класиране, германците търсят на всяка цена реванш за двете си загуби от българите в продължение на 1 година и насрочват мача на Олимпийския стадион в Берлин, където побеждават с 3:1 и завършват на първо място в групата. След мача в интервю Берти Фогтс се стреми да убеди медиите, че с 1 победа отборът му е доказал, че и двете загуби от България са случайни.
Следва пето участие на финали на европейско първенство в Англия. През 1996 г. европейските финали за първи път се провеждат с участието на 16 отбора, а Германия завършва на първо място в своята предварителна група след 2:0 срещу Чехия, 3:0 срещу Русия и щастливо равенство 0:0 с Италия, при което германският вратар Андреас Кьопке играе превъзходно и спасява доста удари към своята врата, включително и дузпа, изпълнена от Джанфранко Дзола. В четвъртфинален двубой германците се налагат над Хърватия с 2:1 във вълнуващ мач и след това се стига до нова драма с дузпи срещу домакина Англия. Както и 6 години по-рано германците показват по-здрави нерви и печелят, за да се стигне до нова среща в последния мач на турнира срещу познатия противник от предварителната група Чехия. Чехите повеждат в 59-а минута след гол от дузпа, но преднината им трае до 73-та минута, когато резервата Оливер Бирхоф изравнява с глава. В продълженията вторият гол на нападателя в мача е решаващ за титлата и третия европейски трофей, спечелен чрез нововъведеното правило за „златен гол“.
Новите европейски шампиони успяват да се класират и за Световното първенство във Франция през 1998 г., но това не става съвсем безпроблемно. Решаваща се оказва срещата с 4:3 срещу Албания в последния кръг, станала факт след множество драматични обрати. В 55. минута албанците повеждат за първи път след автогол на Юрген Колер, а Томас Хелмер, Оливер Бирхоф и Олаф Маршал на три пъти изравняват резултата. Едва в последната минута нов гол на Бирхоф носи окончателната победа, а с това и директното класиране на световните футболни финали. Жребият за тях формира една любопитна група на политически съперници като поставя германците редом с Югославия, САЩ и Иран. Междудържавните отношения между Германия и балканската страна са обтегнати открай време поради германското признаване на откъсналите се от комунистическа Югославия бивши републики Словения, Хърватия, Босна и Херцеговина и Северна Македония, а ислямският свят, и в частност Иран, се противопоставя на политиката на САЩ в Близкия изток. „Бундестима“ печели все пак групата си след победи с по 2:0 срещу САЩ и Иран и 2:2 с Югославия. Мачът с югославяните е доста труден и германците дори временно изостават с 0:2. Преди и след него германски хулигани безчинстват във френския град Ланс, като се стига дори до тежко раняване на местния полицай Даниел Нивел. След победа с 2:1 на осминафинала с Мексико германците отново срещат Хърватия. Противникът им играе силно, а водещите му играчи от висока световна класа са титуляри в европейските грандове: Давор Шукер (Реал Мадрид), Ален Бокшич (Ювентус), Звонимир Бобан (Милан). Германците остават с 10 души след червен картон на Кристиан Вьорнс и в крайна сметка губят с 0:3 – най-изразителната германска загуба на световни футболни финали след 3:6 от Франция през 1958 г. Малко след края на първенството Берти Фогтс подава оставка, след като Германия играе слабо в две контролни срещи. Треньорският пост се поема от Ерих Рибек, който става първият бундестреньор, който не успява ръководи отбора на световно първенство.

### Световен вицешампион и второ домакинство на световно първенство (1998 – 2006 г.)
Първоначално Германският футболен съюз слабо се интересува от турнира за Купата на конфедерациите, когато този турнир се провежда под егидата на саудитския монарх Фахд и изпращането на играчи в националния отбор не влиза в програмата на футболните клубове. Така германците не участват в състезанието през 1997 г., въпреки че са действащ шампион на „стария континент“. Вместо тях участие вземат европейските вицешампиони Чехия.
Германия все пак решава да участва за конфедеративната купа през 1999 г. в Мексико, когато вече става ясно, че ще домакинства световното първенство през 2006 г. Още в първия двубой обаче тимът на Ерих Рибек е разгромен с 0:4 от Бразилия, като за причина се посочва краткия лагер на „бундестима“ преди турнира. Следват победа над първенеца на Океания Нова Зеландия и нова загуба, този път с 0:2 от САЩ. Разочароващо германците отпадат в предварителната фаза на официален международен турнир за първи път от 1984 г.
Квалификациите за Европейското първенство в Белгия и Холандия през 2000 г. започват с поражение в Турция с 0:1, но след това последва серия от 6 последователни победи. Финалното 0:0 с турците е достатъчно за директно класиране на европейските финали, а любопитно в случая е, че на мюнхенския Олимпийски стадион присъстват повече турски запалянковци, отколкото германци.
След вътрешни сътресения в отбора, предизвикани от недоволството на играчите към селекционера Ерих Рибек, германските футболисти започват Евро'2000 с неубедително равенство 1:1 с Румъния. В мача с Англия германците се борят до последната минута, но губят с 0:1 след решаващия гол на Алън Шиърър. Преди последния двубой в предварителната група е ясно, че на Германия е нужна само и единствено победа срещу вече класиралите се португалци, играещи с резервите си. В другата среща Румъния изненадващо побеждава англичаните и така само разгромен резултат в полза на германците би позволил класиране по-нататък. Те обаче разочароващо губят последния си мач с 0:3, което води до уволнението на Рибек, определен от много германски запалянковци като „гробокопачът на германския футбол“. Руди Фьолер временно поема селекционерската длъжност, но въпреки всичко оправдателните думи на Рибек, че класата на европейските първенства е вече по-висока от тази на турнирите за световната купа се потвърждават през следващите години.
С класическата загуба от Португалия приключва една цяла епоха за германския футбол – Лотар Матеус се оттегля от представителния тим на страната си след повече от 20 години с националния екип.
Руди Фьолер започва отлично периода си в германския национален отбор с победа 4:1 в приятелска среща с Испания и победа на Уембли с 1:0 срещу Англия в квалификационна среща за Световното първенство в Япония и Южна Корея през 2002 г. Доброто начало е последвано от спад в играта, най-ясно личащ при поражението с 1:5 от англичаните в Мюнхен. 0:0 с Финландия в последната среща смъква „бундестима“ от първото място за сметка на британците, имащи по-добра голова разлика. Така Германия не успява да се класира директно на турнира и като втори отбор в групата си играе бараж с Украйна. Източноевропейците са надиграни категорично и в двата мача, а междувременно Фьолер окончателно е утвърден за постоянно изпълняващ длъжността бундестреньор, след „кокаиновата афера“ на подписалия предварителен договор за позицията Кристоф Даум.
Въпреки скептицизма на много световни футболни анализатори, Германия достига до финала на световното първенство, където среща другия национален тим с най-добър баланс от турнирите за световната купа – Бразилия. Двата тима преди това никога не са се срещали в пряк турнирен двубой, а надежда на германците дават поредицата от победи дотогава. В първия мач Саудитска Арабия е разгромена с 8:0 и това е най-изразителната победа на германците на световни финали. Следват 1:1 с Ирландия и 2:0 срещу Камерун. Двубоите на директна елиминация също са спечелени с по 1:0 – над Парагвай, САЩ и Южна Корея – главно благодарение на отличния вратар Оливер Кан, награден с приза „Лев Яшин“ за най-добър страж на и отделно от това избран за футболист номер 1 на първенството. Във финалната среща германците са без наказания поради жълти картони Михаел Балак, отбелязал победния гол в полуфинала срещу корейците, но въпреки това изиграват най-силния си мач в надпреварата. Гол на Роналдо след груба грешка на Кан в 67-а минута обаче дава преднина на бразилците, а нов гол на нападателя в 79-а минута решава изхода на двубоя.
Като световен вицешампион Германия получава право да играе в Купата на конфедерациите през 2003 г., но отново отказва поканата.
Германският национален отбор среща бившия си селекционер Берти Фогтс в квалификациите за Европейското първенство в Португалия през 2004 г., туй като попада в една група с тренираните от него шотландци. Първата среща завършва 1:1 в Глазгоу, а ответният двубой е спечелен с 2:1 в Дортмунд. Германците се класират на европейските финали, играчите на Берти Фогтс отпадат в баражни срещи от Холандия. Надеждите за нов европейски поход се запазват след равенство с „лалетата“, но напълно изчезват след нулево реми с пълния аутсайдер Латвия и загуба от резервите на Чехия. След лошото представяне на своята селекция Руди Фьолер подава оставка и изненадва Германския футболен съюз, който трябва да му търси заместник само 2 години преди домакинското световно първенство. Съставената а целта комисия получава множество откази, между които и такива от Отмар Хитцфелд, Мортен Олсен и Арсен Венгер. След няколкоседмично търсене за селекционер е назначен Юрген Клинсман, препоръчан силно от Берти Фогтс.
След превръщането на Купата на конфедерациите в подготвителен турнир за предстоящото световно първенство, състезанието се провежда в Германия през 2005 г. За да повиши интереса и очакванията на германските футболни запалянковци Клинсман избира най-добрите германски футболисти да представят страната, за разлика от станалите финалисти Бразилия и Аржентина, които играят без най-известните си играчи. Независимо че поема отбора само година по-рано новият германски наставник подмладява отбора и налага атакуващ стил на игра. Резултатите са налице и в първия си двубой „бундестима“ предлага истинско зрелище за публиката, побеждавайки Австралия с 4:3. Следва нова победа с класическото 3:0 срещу Тунис и 2:2 със силните, но играещи без основни футболисти аржентинци. Победата в групата противопостава на полуфинала домакините срещу изненадващо останалите след Мексико в своя поток бразилци. След отличен мач на нападателя на Интер Милано Адриано Лейте Бразилия побеждава с 3:2 и праща германците в срещата за третото място, където противник е загубилият с дузпи от „гаучосите“ тим на мексиканците. Нова голова драма носи победата на „бундестима“, който получава бронзовите медали след 4:3 след изиграването на 120 минути.
Преди началото на Световното първенство в Германия през 2006 г. шансовете на домакините за световна титла изглеждат по-малки в сравнение с тези на други футболни колоси. Причини за това са и слабото представяне в контролните подготвителни срещи при 1:4 срещу Италия и 2:2 срещу Япония. Юрген Клинсман обаче обявява първото място като цел и си служи с напълно нови тренировъчни методи и треньорски щаб. При срещата на откриването на първенството Германия побеждава Коста Рика с 4:2 и освен офанзивен футбол, показва и някои слабости в защита. Срещу играещия откровено дефанзивно тим на Полша успехът идва много трудно, но с гол на Оливер Ньовил след центриране на Давид Одонкор в последните секунди Германия печели с 1:0. Интересният факт, че това е първа победа срещу европейски отбор на значим футболен форум от 1996 г., както и нападателната игра на домакините, водят до истинска еуфория в Германия. След безапелационната победа с 3:0 срещу Еквадор германският национален отбор постига най-убедителното си представяне в предварителните групи на световно първенство след 1970 г. Швеция е победена в осминафинален мач с 2:0, а след това германците срещат отлично играещите аржентинци, водении от своя плеймейкър Хуан Рикелме. След драматично равенство 1:1 в редовното време и продълженията феновете на страната-домакин стискат палци за вратаря Йенс Леман, който заедно със своя аржентински колега трябва да определи победителя от този мач на последните 8 останали тима при удари от бялата точка. Германия побеждава с 4:2, а заслуга за победата има и подаденото листче с информация за предпочитания начин на изпълнение на дузпи от основните изпълнители на статични положения в аржентинския тим. След края на срещата се стига до спречкване между германски и аржентински футболисти, довело до наказание на халфа Торстен Фрингс, който отсъства на полуфинала. В следващия двубой германците отстъпват на Италия с 0:2 след продължения и пропускат шанса си да вдигнат отново световната титла на собствена земя след 1974 г. Все пак домакините завършват трети, побеждавайки Португалия с 3:1 в „малкия финал“. 5-те попадения на Мирослав Клозе го правят вторият голмайстор на световни футболни финали след Герд Мюлер, а Лукас Подолски получава наградата за най-добър млад играч на първенството.
Убедителната игра на германската селекция получава признанието на международната специализирана преса, а „бундестима“ е наречен в страната си „световният шампион на сърцата“ поради атрактивния си стил на игра, контрастиращ на подчертано дефанзивната тактика в турнира като цяло.

### Европейски вицешампион и бронзови медали от първото световно първенство в Африка (2006 – 2010 г.)
След сравнително успешното представяне през 2006 г. и доброволното оттегляне на Юрген Клинсман от треньорския пост, германският национален отбор бързо си осигурява класиране на предстоящото Европейско първенство в Австрия и Швейцария през 2008 г. под наставленията на Йоаким Льов. След само 9 срещи Германия теоретически печели едно от първите две места в квалификационната си група и след последната си среща, загубена като домакин от Чехия в мач без значение, финишира на второто място. Германците вкарват повече голове от всеки друг квалификант, а убедителна игра носи победа като гост с 2:1 срещу Англия.
Германските футболисти провеждат подготовката си за предстоящите финали в баварските Алпи, където на 16 май 2008 г. Льов обявява окончателния списък със своите избраници. В предварителната група на Евро'08 Германия побеждава Полша с 2:0, губи от Хърватия с 1:2, но решаваща победа с 1:0 срещу Австрия във Виена осигурява продължаването напред. Четвъртфиналният двубой с Португалия е крайно интригуващ и след крайното 3:2 „бундестимът“ е за седми път на полуфинал за европейско първенство. Победата срещу португалците е постигната при отсъствието на Йоаким Льов от резервната скамейка поради наказание на треньора от предходния мач. Нова победа с 3:2 срещу Турция открива пътя към финала, но там германците са победени от силно играещата Испания с 1:0.
В квалификационната група за Световното първенство в Южна Африка през 2010 г. Германия печели първото място след победа с 1:0 в Москва срещу основния си конкурент Русия. На самото Световно първенство Германия играе вдъхновено до полуфинала, когато в слаб мач, губи нещастно от бъдещия Световен шампион Испания с 0:1. В мач за третото място, побеждава Уругвай с 3:2 и печели за четвърти път бронзовите медали.

### Евро 2012 и Четвърта световна титла в Бразилия (2010 – 2014 г.)
На Евро 2012, проведено Полша и Украйна, Германия е поставена в група B заедно с Португалия, Нидерландия и Дания. Германия печели всичките три мача в групата, а след победата с 4:2 над Гърция в четвъртфинала, поставя рекорд от петнадесет поредни победи във всички състезателни мачове. На полуфинал Германия губи от Италия с 1:2.
През 2014 г. в Бразилия се провежда 20-о издание на Световната купа. В предварителната група G Германия завършва на първо място след победа над Португалия с 4:0, равен 2:2 с Гана и победа с 1:0 над САЩ. В следващата фаза на турнира последователно са отстранени отборите на Алжир (2:1) и Франция (1:0). В първия полуфинален сблъсък на първенството Германия среща Бразилия, като до 29-а минута Бундестима води с 5:0, а мачът завършва 7:1 за Германия. Това е най-голямата победа на полуфинали на световно първенство и най-голямата загуба на Бразилия във футболната им история. На финала на Световното първенство (осми рекорден за тима) Германия среща за трети път отбора Аржентина и печели мача с 1:0 след продължения с гол на Марио Гьотце в 113-а минута. Така Бундестимът завоюва за четвърти път световната титла, ставайки първият тим от Европа, който печели купата в Южна Америка.

## Международни турнири

### Олимпийски игри
Първите значими международни футболни турнири се провеждат като част от програмата на летните олимпийски игри, първоначално като демонстративен спорт с клубни отбори през 1900 и 1904 г., а от 1908 г. – вече и като официален олимпийски спорт. През тези години германски тимове не вземат участие в надпреварите, а в общо седемте футболни надпревари преди Втората световна война, германците са допуснати до участие само в три случая.
От 1952 до 1984 г. германците участват с аматьорска формация, както и всички други участници във футболния турнир.
| Година | Домакин        | Достигане до...      | Противник   | Резултат           | Бележка |
| ------ | -------------- | -------------------- | ----------- | ------------------ | --- |
| 1908   | Лондон         | не участва           | –           | –                  | |
| 1912   | Стокхолм       | 1/8 финал            | Австрия     | 1:5                | Най-изразителна победа в историята на отбора: 16:0 срещу Русия.                                            |
| 1920   | Антверпен      | не участва           | –           | –                  | Германия е изключена от игрите.                                                                            |
| 1924   | Париж          | не участва           | –           | –                  | Германия отново не е допусната до участие.                                                                 |
| 1928   | Амстердам      | Предварителна фаза   | Уругвай     | 1:4                | Първа среща срещу неевропейски отбор.                                                                      |
| 1936   | Берлин         | 1/4 финал            | Норвегия    | 0:2                | Край на ерата „Нерц“ след загуба от Норвегия.                                                              |
| 1948   | Лондон         | не участва           | –           | –                  | Германия е изключена от игрите.                                                                            |
| 1952   | Хелзинки       | 1/2 финал            | Югославия   | 1:3                | Загуба в срещата за третото място от Швеция с 0:2. Треньор е Зеп Хербергер.                                |
| 1956   | Мелбърн        | 1. Кръг              | СССР        | 1:2                | Впоследствие Съветският съюз печели златните медали.                                                       |
| 1960   | Рим            | Квалификационен кръг | –           | –                  | Отпада в квалификацията от Финландия и Полша.                                                              |
| 1964   | Токио          | Квалификационен кръг | –           | –                  | Отпадане в квалификациите от ГДР, които по-късно печелят бронзовите финали.                                |
| 1968   | Мексико Сити   | Квалификационен кръг | –           | –                  | Отпада от Великобритания след 0:2 и 1:0.                                                                   |
| 1972   | Мюнхен         | Втори кръг           | –           | –                  | Германия играе с Ули Хьонес и Отмар Хитцфелд. Треньор е помощникът на Хелмут Шон Юп Дервал.                |
| 1984   | Лос Анджелис   | 1/8 финал            | Югославия   | 2:5                | Треньор на селекцията от професионални играчи е Ерих Рибек.                                                |
| 1988   | Сеул           | Бронзов медал        | Бразилия    | 1:1 (2:3 сл.дузпи) | Победа над Италия на „малкия финал“ с 3:0.                                                                 |
| 2016   | Рио де Жанейро | Сребърен медал       | Бразилия    | 1:1 (4:5 сл.дузпи) | Треньор на отбора е Хорст Хрубеш. Нилс Петерсен и Серж Ганбри стават голмайстори на турнира с 6 попадения. |
| 2020   | Токио          | Предварителни групи  | Кот д'Ивоар | 1:1                | Треньор на отбора е Шефан Кунц.                                                                            |

| Франк Мил          | 8 | 1984 и 1988      |
| Кристиан Шрайер    | 7 | 1984 и 1988      |
| няколко футболисти | 6 | 1972, 1988, 2016 |

| Готфрид Фукс   | 10 | 1912 |
| Серж Гнабри    | 6  | 2016 |
| Нилс Петерсен  | 6  | 2016 |
| Фриц Фьордерер | 5  | 1912 |
| Отмар Хицфелд  | 5  | 1972 |
| Бернд Никел    | 5  | 1972 |
| Рихард Хофман  | 4  | 1928 |
| Юрген Клинсман | 4  | 1988 |
| Макс Майер     | 4  | 2016 |
| Вили Шрьодер   | 4  | 1952 |

| Ото Нерц      | 1928 и 1936 |
| Зеп Хербергер | 1952 и 1956 |
| Юп Дервал     | 1972        |
| Ерих Рибек    | 1984        |
| Йоханес Льор  | 1988        |
| Хорст Хрубеш  | 2016        |
| Щефан Кунц    | 2020        |

### Световни първенства
Германският национален отбор е най-успешният държавен тим на света след Бразилия (5 титли). Германците са участвали общо осем пъти на финал на световно първенство и в четири от случаите го печелят (1954, 1974, 1990 и 2014 г.), а в останалите четири пъти получават вицешампионското звание (1966, 1982, 1986 и 2002 г.). Освен това в актива на „бундестима“ са и четири трети места през 1934, 1970, 2006 и 2010 г. С изключение на световните финали през 1930 г., когато участието е отказано поради световната икономическа криза и само четири европейски страни участват, и през 1950 г., когато Западна Германия е изключена от ФИФА, германците участват на всички финални кръгове за световната купа. Националният отбор на Германия се класира общо 5 пъти по право на световно първенство поради шампионска титла или домакинство. Германия има 106 срещи от световни първенства, което е рекорд. На Световното първенство в Западна Германия през 1974 г. участие взема националният тим на Източна Германия, а сборна формация на Саарланд, под ръководството на Хелмут Шон, участва в квалификациите за Световното първенство в Швейцария през 1954 г.
| Година | Домакин           | Достигане до...           | Последен противник | Постижение     | Бележка |
| ------ | ----------------- | ------------------------- | ------------------ | -------------- | --- |
| 1930   | Уругвай           | не участва                | –                  | –              | Световна икономическа криза; поради високите разноски по пътуването до Южна Америка участието е отказано. |
| 1934   | Италия            | Мач за 3-то място         | Австрия            | Трето място    | Отпада от Чехословакия в полуфинала. |
| 1938   | Франция           | 1/8 финал                 | Швейцария          | –              | След политическия „аншлус“ на Австрия страната е представена от „великогермански отбор“; играе се по системата на директната елиминация – след равенство следва загуба в преиграването.                             |
| 1950   | Бразилия          | не участва                | –                  | –              | Преоснованият ГФС е приет за член на ФИФА едва след края на първенството. |
| 1954   | Швейцария         | Финал                     | Унгария            | Първо място    | „Чудото от Берн“ |
| 1958   | Швеция            | Мач за 3-то място         | Франция            | Четвърто място | „Боят от Гьотеборг“ на полуфинала с Швеция. |
| 1962   | Чили              | 1/4 финал                 | Югославия          | –              | Последно световно първенство за Хербергер като треньор. |
| 1966   | Англия            | Финал                     | Англия             | Второ място    | „Голът на Уембли“ |
| 1970   | Мексико           | Мач за 3-то място         | Уругвай            | Трето място    | „Мачът на века“ в полуфинал срещу Италия. |
| 1974   | Западна Германия  | Финал                     | Холандия           | Първо място    | Среща с ГДР и „Голът на Шпарвасер“; „Нощта на Маленте“; „Водната битка във Франкфурт“ |
| 1978   | Аржентина         | Втори предварителни групи | Австрия и др.      | –              | „Срамът от Кордоба“ |
| 1982   | Испания           | Финал                     | Италия             | Второ място    | „Пактът за ненападение от Хихон“; „Севилската нощ“ |
| 1986   | Мексико           | Финал                     | Аржентина          | Второ място    | „Аферата Ули Щайн“ |
| 1990   | Италия            | Финал                     | Аржентина          | Първо място    | Триумф на „Кайзер Франц“ |
| 1994   | САЩ               | 1/4 финал                 | България           | –              | „Аферата Ефенберг“ с показването на среден пръст. |
| 1998   | Франция           | 1/4 финал                 | Хърватия           | –              | Реванш на хърватите за елиминацията на Евро'96. |
| 2002   | Япония/Южна Корея | Финал                     | Бразилия           | Второ място    | Първи двубой срещу Бразилия (на финала). |
| 2006   | Германия          | Мач за 3-то място         | Португалия         | Трето място    | „Световен шампион на сърцата“, „Лятната приказка“ |
| 2010   | Южна Африка       | Мач за 3-то място         | Уругвай            | Трето място    | „Германското вдъхновение не стигна за титла“ |
| 2014   | Бразилия          | Финал                     | Аржентина          | Първо място    | Осми финал; Историческата победа над Бразилия със 7:1 на полуфинала; Головият рекорд на Мирослав Клозе от 16 гола на СП; Рекорден трети финал с Аржентина; Първа световна титла на европейски отбор в Южна Америка. |
| 2018   | Русия             | Предварителни групи       | Южна Корея         | –              | За първи път десет победи от десет мача в квалификациите. За първи път отпадане в груповата фаза. |
| 2022   | Катар             | Предварителни групи       | Коста Рика         | –              | Две загуби в квалификациите. Второ отпадане в груповата фаза. |

- Германският отбор е единственият национален тим, който става световен шампион с победа на финала над южноамерикански (Аржентина) и европейски (Унгария, Холандия) отбори. Той се класира на абсолютно всички световни първенства, за които се провеждат квалификационни срещи и германците играят в тях. (През 1950 г. страната не е допусната да участва в квалификационен кръг поради изключването си от световната футболна федерация.) „Бундестима“ изиграва общо 13 квалификационни рунда, без да запише загуба като гост, а допуска само три домакински загуби в световни квалификации – през 1985 г. от Португалия, през 2001 г. от Англия и през 2021 г. от Северна Македония.
- Първият германски футболист, получил наказание в среща от световно първенство е Ханс Песер през 1938 г., изгонен за реваншистко нарушение в мача с Швейцария (1:1). Той е наказан да не играе и на преиграването. Последният наказан заради картони германец е Карстен Рамелов, получил втори жълт картон при победата над Камерун през 2002 г., а Торстен Фрингс получава санкция от две срещи четири години по-късно по видеозапис от четвъртфиналната среща с Аржентина, когато влиза в пререкания с Хулио Крус.
- Селекционерът на Германия с най-много мачове на световни финали е Хелмут Шон (25). На него принадлежи и рекордът за най-много победи там (16);
- Първият футболист, който отбелязва „хеттрик“ за едно полувреме на световно първенство е германецът Едмунд Конен на 27 май 1934 г. в среща с Белгия (5:2).
- Германия (заедно с Бразилия) държи рекорда за най-продължителна серия от срещи, в които отбелязва поне по един гол (по 18: 1934 – 1958 и 1986 – 1998).
- Германия завършва най-често наравно (20, включително срещи, решени с изпълнения на дузпи);
- Германия играе най-много срещи по системата на директната елиминация (44, от които 33 спечелени, едно преиграване и 13 загубени).

- Германия печели най-много срещи след равенство в редовното време и продълженията и изпълнения на дузпи (4 от 4) – Франция (1982), Мексико (1986), Англия (1990), Аржентина (2006).
- Германия става първата страна, станала световен шампион по футбол в първенство, проведено в друга страна-световен шампион. Това се случва през 1990 г. в Италия.
- Германия става първата страна – действащ европейски шампион, която става и световен шампион (през 1974 г.) По-късно, това прави и Испания (2008 – 2010).
- Германия е единственият действащ световен шампион, който печели мач на откриването на световно първенство (през 1994 г. с 1:0 срещу Боливия).
- Германия играе най-много пъти на полуфинал (13) и на финал (8).
- Германия е първата европейска страна, победила на финал за световно първенство южноамериканци (Аржентина през 1990 и 2014 г.).
- Германия държи рекорд за най-много мачове на световни първенства (106).
- Германия държи негативния рекорд за най-много получени голове на световни първенства (125).
- Германия държи рекорда за най-много отбелязани голове на полуфинал на световно първенство – 7 срещу състава на Бразилия 2014 г.

| Лотар Матеус                                                                            | 25 |
| Мирослав Клозе                                                                          | 24 |
| Уве Зеелер                                                                              | 21 |
| Филип Лам Бастиан Швайнщайгер                                                           | 20 |
| Пер Мертесакер Томас Мюлер Мануел Нойер Волфганг Оверат Карл-Хайнц Румениге Берти Фогтс | 19 |
| Франц Бекенбауер Томас Бертолд Пиер Литбарски Сеп Майер                                 | 18 |

| Мирослав Клозе                        | 16 |
| Герд Мюлер                            | 14 |
| Юрген Клинсман                        | 11 |
| Томас Мюлер Хелмут Ран                | 10 |
| Карл-Хайнц Румениге Уве Зеелер        | 9  |
| Руди Фьолер                           | 8  |
| Ханс Шефер                            | 7  |
| Хелмут Халер Лотар Матеус Макс Морлок | 6  |
| Франц Бекенбауер Лукас Подолски       | 5  |

| Ото Нерц         | 1934                   |
| Сеп Хербергер    | 1938, 1954, 1958, 1962 |
| Хелмут Шон       | 1966, 1970, 1974, 1978 |
| Юп Дервал        | 1982                   |
| Франц Бекенбауер | 1986, 1990             |
| Берти Фогтс      | 1994, 1998             |
| Руди Фьолер      | 2002                   |
| Юрген Клинсман   | 2006                   |
| Йоаким Льов      | 2010, 2014, 2018       |
| Ханзи Флик       | 2022                   |

### Европейски първенства
От 1972 г. насам германският национален отбор се класира на всички европейски първенства и е държавната селекция с най-много участия на турнира. За първенствата през 1960 и 1964 г. германците отказват участие, тъй като държавният треньор Зеп Хербергер е смятал, че така се пречи на подготовката за световните първенства.
Едва при новия наставник Хелмут Шон „бундестимът“ участва, но не успява да се класира. При първото успешно класиране през 1972 г. германците печелят първото място, а нови два триумфа през 1980 и 1996 г. ги правят един от двата най-титулувани тимове от европейски първенства (другият е испанският).
Освен успешни представяния Германия регистрира и три отпадания в предварителните групи, които водят до смяна на националния треньор. След 12 години без победа на европейски футболни финали германците побеждават Полша с 2:0 в първата си среща от Евро'2008 и така отново печелят след безуспешните първенства от 2000 и 2004 г.
| Година | Домакин           | Достигане до...     | Последен противник           | Постижение   | Бележка |
| ------ | ----------------- | ------------------- | ---------------------------- | ------------ | --- |
| 1960   | Франция           | не участва          | –                            | –            | Официално име на турнира: „Европейска купа на нациите“                                                       |
| 1964   | Испания           | не участва          | –                            | –            | Официално име на турнира: „Европейска купа на нациите“                                                       |
| 1968   | Италия            | не се класира       | Югославия и Албания          | –            | Отпадане след 0:0 с Албания.                                                                                 |
| 1972   | Белгия            | Финал               | СССР                         | Първо място  | Отборът от това първенство често е наричан „най-добрата германска единадесеторка за всички времена“.         |
| 1976   | Югославия         | Финал               | Чехословакия                 | Второ място  | „Белградската нощ“                                                                                           |
| 1980   | Италия            | Финал               | Белгия                       | Първо място  | Триумф на Юп Дервал                                                                                          |
| 1984   | Франция           | Предварителни групи | Португалия, Румъния, Испания | –            | Край на периода с Дервал.                                                                                    |
| 1988   | Западна Германия  | Полуфинал           | Холандия                     | Полуфинал    | Не се играе мач за третото място.                                                                            |
| 1992   | Швеция            | Финал               | Дания                        | Второ място  | Реванш на Дания за поражението през 1988 г.                                                                  |
| 1996   | Англия            | Финал               | Чехия                        | Първо място  | Първи златен гол в историята на европейските финали чрез Оливер Бирхоф.                                      |
| 2000   | Белгия/Холандия   | Предварителни групи | Румъния, Англия, Португалия  | –            | Край на периода с Рибек.                                                                                     |
| 2004   | Португалия        | Предварителни групи | Холандия, Латвия, Чехия      | –            | Край на периода с Фьолер.                                                                                    |
| 2008   | Австрия/Швейцария | Финал               | Испания                      | Второ място  | Шести финал за европейско първенство.                                                                        |
| 2012   | Полша/Украйна     | Полуфинал           | Италия                       | Полуфинал    | |
| 2016   | Франция           | Полуфинал           | Франция                      | Полуфинал    | Отстраняване на Италия за първи път на голям форум, загуба от Франция на голям форум за първи път от 1958 г. |
| 2020   | Европа            | Осминафинал         | Англия                       | Осминафинал  | |
| 2024   | Германия          | Четвъртфинал        | Дания                        | Четвъртфинал | |

- Първият наказан германски футболист на европейски финали е Маркус Бабел, който получава по един жълт картон в двете първи срещи от предварителната група през 1996 г. и е наказан за третия мач от групата. През същото първенство Томас Щрунц получава втори жълт и съответно червен картон в двубоя с Италия поради груба игра и е наказан за четвъртфинала с Хърватия. Последният изгонен германец в среща от европейско първенство е Бастиан Швайнщайгер през 2008 г. след неспортсменска постъпка срещу Йерко Леко в мача с Хърватия в предварителните групи.
- Футболисти с най-много срещи: Юрген Клинсман и Томас Хеслер с по 13 мача;
- Футболист с най-много турнири: Лотар Матеус – 4 (1980, 1984, 1988 и 2000 г.);
- Футболист с най-много голове: Юрген Клинсман – 5;
- Вратар с най-много срещи: Харалд Шумахер – 7;
- Селекционер с най-много срещи: Берти Фогтс – 11 (европейски рекорд);
- Германски голмайстори на европейски първенства:

Герд Мюлер 1972 г. с 4 гола
Дитер Мюлер 1976 г. с 4 гола
Клаус Алофс 1980 г. с 3 гола
Карл-Хайнц Ридле 1992 г. с 3 гола (заедно с други трима играчи)
Марио Гомес 2012 г. с 3 гола (заедно с други петима играчи)

### Купа на конфедерациите
Германските национали участват три пъти в конфедеративния турнир – през 1999 г. като европейски шампион, през 2005 г. като домакин, както и през 2017 г. като действащ световен шампион. Още два пъти ГФС доброволно се отказва от участие в надпреварата (1997 и 2003 г.), а през 2009 г. европейското вицешампионско звание на германците не дава право на участие.
- 1999: Отпадане в предварителната група;
- 2005:  Трето място
- 2017:  Шампион

## Екипи
Германският национален отбор по футбол играе домакинствата си в бели фланелки и черни гащета, тъй като бяло и черно са цветовете на Прусия. Червеното също е било използвано като цвят първоначално. Черно-белите екипи стават тредиционни за германските футболисти и не са променяни през годините, въпреки многобройните политически трансформации на Германия. В тези цветове са спечелени три световни и европейски титли, но през 1966 г. финалът за световното първенство е загубен срещу играещите по изключение в червено англичани, а други финални поражения са записани през 1970, 1982 и 2002 г.
Цветовете на резервните екипи периодично се променят за разлика от основните. Повечето гостувания, когато не е могло да се играе в бяло, са играни със зелени фланелки и бели шорти – цветове на Германския футболен съюз, както и на зеления футболен терен. Важни мачове, играни в такива екипи, са полуфиналната победа с 6:1 срещу Австрия през 1954 г., победата с 3:1 на стадион Уембли срещу Англия през 1972 г. и загубата с 2:3 на финала за световно първенство срещу Аржентина през 1986 г. Аржентинците посочват като необичайна причина за своята загуба на финала срещу Западна Германия през 1990 г. невъзможността да играят в своите титулярни синьо-бели фланелки. Освен зелените резервни екипи на германците, в употреба влизат и цветовете черно и сиво. При селекционера Юрген Клинсман предпочитан втори екип е червеният, в който „бундестима“ домакинства за последен път в контролата срещу Беларус на 27 май 2008 г. Целта на употребата на червения цвят, според психолози, е да стимулира темпераментната игра и така да предпостави успехи. Освен това червеният свят се забелязва по-добре от зрителите отколкото зеления. За първи път германците играят с червени фланеки и черни шорти срещу Англия на 14 април 1911 г. Първият значим успех за германска представителна селекция, играеща в червено е европейската титла на футболистите до 21-годишна възраст през 2009 г., победили с 4:0 англичаните в последния двубой на турнира.
На Олимпийските игри през 1928 г. германските национални футболисти играят в бели горнища с червена хоризонтална ивица и бели гащета.
В срещата за третото място на Световното първенство в 1970 г. и при „Водната битка от Франкфурт“ срещу Полша германците излизат на терена изцяло в бяло – фланелки и гащета.
До Световното първенство в Мексико през 1986 г. основните национални екипи са чисто бяло-черни, но на турнира за първи път са представени фланелки, включващи мотив с националните цветове на германското знаме (черно, червено, златисто). Оттогава започва традицията производителят на германската футболна екипировка да включва трите цвята в обичайното бяло върху горнищата. От Евро'92 германските национални футболисти играят с изписани имена на гърба, което е заимствано от американските спортове в САЩ. Номерът на играчите освен отзад, вече стои и на шортите. Трите диаграмни линии с националните цветове се променят в стилизирано изображение на крилата на германския орел през 1994 г., но тази новост не се приема особено радушно от запалянковците. Европейското първенство от 1996 г. е спечелено с „ретро“ екипи без националния трикольор, които включват за първи път трите звезди, символизиращи трите световни титли.
През 1998 г. черно-червено-златистите ивици отново се появяват върху белите фланелки, като стоят на гърдите на футболистите. Традиционното бяло и черно със сиви нюанси е предпочитан мотив за Евро'2000 и Мондиал'2002, а оттогава до 2009 г. германците неизменно играят с националния трикольор по горнищата си. По време на световните финали през 2006 г. „бундестима“ винаги играе в титулярните си цветове, въпреки че според правилата на ФИФА няма абсолютно домакинско право.
Съществува обичай германската спортна компания Адидас да облича германските национални спортисти. Първоначално създателят на фирмата Адолф Даслер, а впоследствие друг неин представител, е част от щаба на футболния селекционер. До 2006 г. Адидас е представляван от бившия футболист Манфред Дрекслер. В миналото съществуват известни проблеми, когато национален футболист, какъвто е случаят с Гюнтер Нетцер, избере да играе с футболни обувки на друга компания. ГФС успява да се наложи в подобни конфликтни ситуации в името на „единството на отбора“ и принуждава всички да играят с еднакви бутонки. От 2 септември 2006 г. националните футболисти са свободни да избират своите обувки, с които ще играят на терена.
През 2008 г. Германия играе с бял орел върху черен пръстенообразен фон на белите си фланелки, заедно с тънки ивици в националните цветове. Резервните червени екипи напомнят тези от 1908 г. с дебелата си вертикална черна ивица. За европейските футболни финали 11 футболисти носят футболни обувки от Адидас, 7 (включително Мирослав Клозе) – на Найки и 4 (включително Марио Гомес) – на Пума.

### Домакини
| 1908 | СП 1934 |  | СП 1938 | СП 1954 | СП 1970 | СП 1974 |

| СП 1978 | ЕП 1980 и СП 1982 |  | ЕП 1984 | СП 1986 | ЕП 1988 и СП 1990 | ЕП 1992 |

| СП 1994 | ЕП 1996 | СП 1998 | ЕП 2000 | СП 2002 | ЕП 2004 |

| СП 2006 | ЕП 2008 | СП 2010 | ЕП 2012 | СП 2014 | ЕП 2016 |

| KK 2017 |  | СП 2018 | ЕП 2020 | СП 2022 | ЕП 2024 |

### Гости
| СП 54/СП 58 | СП 66/СП 70 | СП 74/СП 78 | ЕП 80/СП 82 | ЕП 84/СП 86 | ЕП 88/СП 90 |
| ЕП 1992     | СП 1994     | ЕП 1996     | СП 1998     | ЕП 2000     | СП 2002     |
| ЕП 2004     | КК 2005     | СП 2006     | ЕП 2008     | СП 2010     | ЕП 2012     |
| СП 2014     | ЕП 2016     | СП 2018     | ЕП 2020     | СП 2022     | ЕП 2024     |

## Стадиони
Германия няма национален стадион като например други европейски страни (Англия – Уембли, България – Национален стадион „Васил Левски“). Така националният отбор на страната играе домакинствата си в различни градове според противника и важността на срещата. В случаите на приемане на важен международен турнир през 1974, 1988 и 2006 г. в периода преди първенството са се предпочитали стадиони от градовете-домакини, за да свикнат играчите с тях.
До днес „бундестима“ е домакинствал в общо 39 различни германски града. Първите гостуващи футболисти са приети в Берлин, а германската столица води и класацията за най-много домакинства – 42. Следва Хамбург (включително и предградието Алтона) с 33, Щутгарт с 29 и Хановер с 25 мача. Дори когато Шалке 04 е водеща футболна сила в страната през 30-те години и „кралскосините“ футболисти играят основна роля в националния отбор, на игрището в Гелзенкирхен не се играе среща на германската представителна селекция, тъй като Глюкауф-Кампфбан изглежда прекалено малко на организаторите. Едва през 1973 г., след построяването на Паркщадион, Германия играе в рурския град. Подобно е положението с Кайзерслаутерн през 50-те, когато играчите на „червените дяволи“ са неделима част от „Чудото в Берн“, и Мьонхенгладбах през 70-те, когато „жребчетата“ са в златната си епоха. Тези два футболни града не приемат срещи на национално равнище през посочените десетилетия поради незадоволителните си стадиони, а това става значително по-късно – през 1987, респективно 2005 г. Логично, след Втората световна война не се играят домакинства в Източна Германия, като след Обединението на Германия Дрезден посреща „бундестима“ на 14 октомври 1992 г., ставайки първият град от бившата ГДР, домакинствал двубой на националната единадесеторка.
Най-голямата международна футболна арена в Германия е Олимпийският стадион в Берлин, който след известни преустройства приема 74 228 зрители. Когато се приведе в съответствие със специфичните изисквания за интернационални двубои, забраняващи правостоящи зрители, дортмундския Сигнал-Идуна-Парк може да побере 65 718 запалянковци. До поражението 0:2 след продължения от Италия на Световното първенство през 2006 г. германците са непобедени в Дортмунд и поради тази добра традиция редовно провеждат ключови квалификационни срещи там. Така вестфалският град домакинства баража за Мондиал'2002 срещу Украйна, втората среща с Шотландия за класиране на Евро'2004 и срещата с Русия от квалификационната група за класиране на световното първенство в Южна Африка.
Германските стадиони, които са едни от най-модерните и най-големите в света, приемат Летните олимпийски игри през 1972 г., Световните първенства през 1974 и 2006 г. и Европейското първенство по футбол през 1988 г. За всеки един турнир те са подобрявани и реконструирани. Пет арени от страната получават петзвездна сертификация от УЕФА, като до 90-те години те са от „смесен“ тип и са снабдени с лекоатлетическа писта. Последната тенденция е германските игрища да се строят и преустройват в чисто футболни стадиони.
Най-много срещи на германския представителен отбор извън днешните граници на Германия са проведени във Виена (19 пъти), Стокхолм (17), Будапеща и Базел (по 15). Извън Европа германците играят най-често в Мексико Сити (8 срещи). Първият двубой на „бундестима“ извън „стария континент“ се играе на 28 декември 1938 г. в Кайро и е загубен с 1:2 от Египет.
Днес единствените континенти, където Германия не е играла, са Австралия и Антарктида.
Германските футболисти са триумфирали с титли на Ванкдорфщадион в Берн през 1954 г., стадион „Крал Бодуин“ в Брюксел през 1972 г., Олимпийския стадион в Мюнхен през 1974 г., Олимпийския стадион в Рим през 1980 и 1990 г. и стадион Уембли в Лондон през 1996 г.
Рекордна посещаемост на домакинство на германския национален отбор е регистрирана на 22 ноември 1950 г., когато в първата си следвоенна среща Германия играе пред 80 000 души срещу Швейцария в Щутгарт. 170 000 фенове гледат на живо гостуването на Западна Германия срещу Бразилия на стадион Маракана през пролетта на 1982 г. Най-малобройна публика има на два двубоя с по 2000 зрители с участието на германците – и двата мача са част от футболния турнир на Олимпиадата в Стокхолм през 1912 г., като единият от тях е рекордната победа с 16:0 срещу Русия.
Най-северният град, приемал германската национална единадесеторка, е исландската столица Рейкявик, а най-южният аржентинският главен град Буенос Айрес; градът с най-голяма часова разлика е Сан Франциско (минус 9 часа спрямо централноевропейското време).

## Личности от историята на германския национален отбор

### Райхстреньори и бундестреньори
В първите си години националният отбор на Германия още няма треньор, а футболистите в селекцията са избирани според договорка между местните футболни федерации на страната. Така определящи в повечето случаи са не добрите игри и силната моментна спортна форма, а популярността на играчите и влиянието на отделните провинциални делегати. Тактиката на отбора е определяна на място от капитана на футболистите преди всеки двубой. Все пак в началото на ХХ век почти е нямало обучени треньори. От общо 58 междудържавни срещи без наставник са спечелени 16, 12 завършват наравно и 30 са загубени, включително рекордната победа с 12:0 срещу руснаците и рекордното поражение с 0:9 срещу английските аматьори. След като Феликс Линеман е избран за президент на ГФС през 1925 г. той успява да наложи виждането си, че Ото Нерц трябва да стане първият национален селекционер на представителния отбор.
- Ото Нерц, гимназиален учител от Манхайм, известен с амбициозността и последователността си, е първият германски национален треньор. Той изпълнява тази длъжност от 1928 до 1936 г. и води своя отбор на Световното първенство през 1934 г. На този турнир сравнително младите германци (средна възраст 23 години) успяват да спечелят третото място. След ранното отпадане на Олимпийските игри в Берлин две години по-късно обаче Нерц е сменен на поста си от Зеп Хербергер. Балансът на Ото Нерц е 70 срещи – 42 победи, 10 равни и 18 загуби.

- Зеп Хербергер (1936 – 1942 и 1950 – 1964) е вторият и последният райхстреньор на Германския райх, както и първият бундестреньор на ГФС. Под негово ръководство германският отбор за първи път става световен шампион.
По време на Световното първенство през 1938 г. той получава инструкции от германското тоталитарно правителство да включи в отбора си играчи от новоприсъединената Австрия. Набързо сформираният и необиграният отбор бързо отпада още от първия си противник. Въпреки провала Хербергер запазва треньорския си пост до 1942 г., когато всички срещи на германския национален отбор се прекъсват поради напредналата фаза на войната. Като райхстреньор той има 65 национални двубоя – 40 победи, 12 равенства и 13 загуби.
През 1950 г. Хербергер е преназначен за национален селекционер, а заедно с легендарния капитан Фриц Валтер извежда своята страна до световния връх през 1954 г. след изненадваща победа с 3:2 над Унгария. Четири години по-късно селекцията на наставника успява да достигне полуфинал, а в Чили през 1962 г. – четвъртфинал. След Втората световна война Зеп Хербергер води Западна Германия в 97 мача, от които 52 са спечелени, 14 завършват наравно и 31 са загубени. На 9 ноември 1964 г. треньорът, който е наричан с уважителното „шеф“ от националните футболисти, е заменен на поста си от Хелмут Шон. Въпреки оттеглянето си той е част от треньорския щаб на Шон за Световното първенство в Англия през 1966 г. като личен съветник на новия селекционер. Общият му баланс като райхс- и бундестреньор е 162 национални срещи, 92 победи, 26 равенства и 44 загуби.

- Хелмут Шон (1964 – 1978) е най-успешният бундестреньор в историята. Единственият наставник със световна и европейска титла. Още на първото значимо състезание под ръководството на Шон (СП 1966) германците стават вицешампиони, а 4 години по-късно са трети. През 1972 г. националният отбор печели европейското първенство и става първият европейски шампион, триумфирал и на световно първенство през 1974 г. Европейско вицешампионско звание е постигнато през 1976 г. Балансът на Хелмут Шон е: 139 срещи, 87 победи, 30 равенства и 22 загуби.

- Юп Дервал (1978 – 1984) Най-големите успехи на Дервал са европейската титла от 1980 г. в Италия и световното вицешампионско звание от 1982 г. в Белгия. След ранната елиминация на европейските финали през 1984 г. от Испания селекционерът подава оставка. Балансът му е: 67 срещи, 45 победи, 11 равенства и 11 загуби. Под негово ръководство е постигната рекордна серия от 23 мача без загуба, като 12 от тях са поредни победи. До днес Дервал е единственият германски селекционер, който успява да спечели титла от първото си участие на значим футболен форум.
- Франц Бекенбауер (1984 – 1990) официално е назначен на поста спортен директор поради липса на треньорски лиценз. Като технически треньор първоначално действа асистентът му Хорст Кьопел, заменен през 1987 г. от Холгер Озиек. На световните финали през 1986 г. футболистите на Бекенбауер губят срещата за първото място от Аржентина с 2:3, а на домакинското Евро'88 са спрени от Холандия на полуфинала. Големият триумф на „Кайзера“ идва през 1990 г. със спечелването на световната титла, а така Бекенбауер постига нещо уникално: той е единствената личност в световния футбол, станала световен и световен вицешампион и като футболист, и като треньор. Балансът му: 66 мача, 36 победи, 17 равенства и 13 загуби.

- Берти Фогтс (Ханс-Хуберт Фогтс) (1990 – 1998) заменя Франц Бекенбауер след световната титла от 1990 г. Отдава му се да спечели европейската титла през 1996 г. и играе друг финал за европейско първенство през 1992 г. От общо 102 мача под неговите наставления германците печелят 67, завършват наравно 23 и губят само 12 двубоя. Фогтс е единственият бундестреньор, който участва на световно първенство и не успява да постигне полуфинал, но освен това е и последният треньор на германския национален отбор, който успява да спечели значим футболен турнир.
- Ерих Рибек (1998 – 2000) наследява Берти Фогтс през 1998 г., след като още през 1984 г. е спряган за селекционер. След най-лошото представяне на „бундестима“ на значим турнир след 1938 г., а именно едно равенство и две загуби в предварителната група на Евро'2000, Рибек е сменен с Руди Фьолер. Той е бунесселекционерът, който води отбора в най-малко срещи – 24, 10 от които са спечелени, 8 са загубени, а 6 завършват наравно. Рибек е и единственият германски национален треньор, който не води националната репрезентация на световно първенство.
- Руди Фьолер (2000 – 2004) става спортен директор на националния тим през 2000 г., а техническата част от тренировките му провежда асистентът Михаел Скибе. Първоначално Фьолер е времен вариант, докато Кристоф Даум приключи с ангажиментите си към Байер Леверкузен, но след положителния тест за кокаин на Даум, окончателно е утвърден за ръководител на националния отбор. Той изненадващо извежда германците до второто място на световното първенство през 2002 г. След отпадането в предварителната група на европейското първенство от 2004 г. Фьолер подава оставка на 24 юни същата година. От 53 мача под негово ръководство „бундестима“ печели 29 победи, завършва 11 наравно и губи 13 пъти.
- Юрген Клинсман (2004 – 2006) е одобрен за национален селекционер през 2004 г. В своя щаб той привлича асистента Йоаким Льов, треньора на вратарите Андреас Кьопке и директора Оливер Бирхоф. Балансът на Клинсман е положителен: от 34 срещи той печели 21, завършва 7 наравно и губи 6. Често е критикуван от спортисти, медии и политици за новаторските си идеи, особено след съкрушителната загуба с 1:4 от Италия на 1 март 2006 г., защото пуска в игра много млади футболисти без съществен международен опит, които играят открит и нападателен футбол. Въпреки спорния характер на решенията му, Клинсман успява с 4 поредни победи и нова победа с дузпи да класира националния отбор на полуфинал за домакинското световно първенство през 2006 г., но там неговите играчи отпадат от италианците. Все пак неговото ръководство приключва с победа над Португалия и трето място от световни футболни финали. След края на първенството треньорът оповества своето оттегляне и с това става единственият наставник на „бундестима“, който не води отбора си в квалификационни срещи.
- Йоаким Льов (от 2006 г.) наследява Юрген Клинсман на 1 август 2006 г. Той извежда германските национали до второто място на Европейското първенство през 2008 г. и до финала на Световното първенство в Южна Африка. Негов помощник е бившият футболист от Първа Бундеслига Ханс-Дитер Флик. В началото на периода си като национален селекционер Льов затвърждава добрите впечатления от работата си на асистент на Клинсман и постига пет поредни победи с нападателен и атрактивен футбол. Той класира германския национален тим безапелационно на Евро'08, Мондиал'10 и на Евро'12, като „Бундестима“ за първи път от 1996 г. достига до финал на европейски първенство. Със средно 2,24 точки на мач (към ноември 2009 г.) Льов е най-успешният бундестреньор по този показател.

### Футболисти

#### Капитани
През първите години без треньорско пъководство капитаните на отбора са определяли тактиката, по която националния тим трябва да се придържа на футболния терен. Първият футболист, който носи капитанската лента за Германия е Артур Хилер, който изиграва четири национални срещи, две от които като капитан. Първият играч, който води отбора в повече от 10 мача е Адолф Йегер през 1924 г., а с това той слага край на националната си кариера. След назначаването на Ото Нерц за държавен треньор, капитанът е изпълнявал ролята на „дясна ръка“ на селекционера. При Нерц рекордът на Йегер е подобрен от Лудвих Лайнбергер през 1933 г., а след това и от Фриц Сцепан две години по-късно, който достига до 30 капитански срещи. В последната среща преди прекъсването на спортните състезания от Втората световна война Паул Янес успява да постигне 31 срещи като капитан и да задмине Сцепан. Този рекорд издържа 28 години, докато на 9 май 1970 г. Уве Зеелер го подобрява и през същата година поставя новото най-добро постижение на 40 срещи. На 19 ноември 1975 г. вече новият рекордьор по капитански мачове се казва Франц Бекенбауер, „поставил летвата“ на 50 преди да спре с футбола, 47 от които са последователни. Карл-Хайнц Румениге успява да победи постижението на Бекенбауер в последната си среща за националния отбор, която е финал за световно първенство през 1986 г. Рекордът на Румениге трае 7 години и е подобрен от Лотар Матеус, който до 14 ноември 1999 г. продължава да увеличава преднината си. След 1995 г. обаче Матеус не е основен капитан на отбора и действа като такъв само когато Оливер Бирхоф не е на терена. Оливер Кан получава капитанската лента от Бирхоф и води отбора на Световното първенство през 2002 г. и Европейското първенство през 2004 г. При треньора Юрген Клинсман за капитан е утвърден Михаел Балак, който действа като такъв и до днес с малки изключения. Едно от тях е определянето на Бернд Шнайдер за временен капитан в квалификациите за Евро'2008 поради продължителното отсъствие на Балак заради травма. След Балак, за капитан е утвърден защитника Филип Лам, който води Бундестима на Световното през 2010 и Европейското през 2012 г.

#### Таблица на капитаните
| Място | Име                 | Брой | Рекорден капитан                | Важни турнири             | Титли като капитан                             |
| ----- | ------------------- | ---- | ------------------------------- | ------------------------- | ---------------------------------------------- |
| 1     | Лотар Матеус        | 75   | от 18 декември 1993             | ЕП 1988, СП 1990, 1994    | Световен шампион 1990                          |
| 2     | Михаел Балак        | 54   |                                 | СП 2002, 2006, ЕП 2008    |                                                |
| 3     | Карл-Хайнц Румениге | 51   | 29 юни 1986 до 18 декември 1993 | СП 1982, ЕП 1984, СП 1986 |                                                |
| 4     | Франц Бекенбауер    | 50   | 19 ноември 1975 до 29 юни 1986  | ЕП 1972, СП 1974, ЕП 1976 | Европейски шампион 1972, световен шампион 1974 |
| 4     | Оливер Кан          | 50   |                                 | ЕП 2000, СП 2002, ЕП 2004 |                                                |
| 6     | Уве Зеелер          | 40   | 9 май 1970 до 19 ноември 1975   | СП 1966, 1970             |                                                |
| 7     | Юрген Клинсман      | 36   |                                 | ЕП 1996, СП 1998          | Европейски шампион 1996                        |
| 8     | Паул Янес           | 31   | 22 ноември 1942 до 9 май 1970   |                           |                                                |
| 9     | Фриц Сцепан         | 30   | 15 март 1936 до 22 ноември 1942 | СП 1934, 1938             |                                                |
| 9     | Фриц Валтер         | 30   |                                 | СП 1954                   | Световен шампион 1954                          |
| 11    | Оливер Бирхоф       | 22   |                                 | ЕП 2000                   |                                                |
| 12    | Вили Шулц           | 20   |                                 |                           |                                                |
| 12    | Берти Фогтс         | 20   |                                 | СП 1978                   |                                                |
| 14    | Бернард Дийц        | 19   |                                 | ЕП 1980                   | Европейски шампион 1980                        |

Отчетени са само срещите, в които футболистът е бил капитан.
(Състояние: към 14 октомври 2009)

#### Почетни капитани
За да се почетат особените заслуги на дългогодишни капитани на националния тим, през 1954 г. се създава званието „почетен капитан“.
- Фриц Валтер става първият почетен капитан на 4 юли 1954 г. след спечеления финал за световно първенство.[33] Той извежда германския отбор в периода 1951 – 1956 г. 30 пъти като капитан, включително и в решителната среща през 1954 г. срещу Унгария. След спирането му с активния футбол Валтер участва в множество обществени инициативи, като програма по ре-социализирането на затворници. Най-голямата чест е оказана на легендарния играч, когато на 31 октомври 1985 г. стадионът в Кайзерслаутерн е прекръстен на „Фриц-Валтер-Щадион“.
- Уве Зеелер получава това звание, въпреки че никога не успява да спечели международен трофей с националния отбор. Поради боеспособността и готовността си „Нашия Уве“ се превръща във футболна легенда. Той е първият футболист в следвоенния период, който успява да изравни дотогавашния рекорд по капитански мачове на Паул Янес и да го подобри с една среща. Зеелер извежда своите съотборници 40 пъти в периода 1961 – 1970 г., а от 9 септември 1970 до 24 ноември 1974 г. е и футболистът с най-много мачове с националния екип.
- Франц Бекенбауер е друг почетен капитан на ГФС. За него се казва, че е „основният камък на германския футбол“ и е най-успял, не само като футболист, но и като треньор, президент и футболен функционер със спечелената кандидатура на Германия за Световното първенство през 2006 г. Той е първият футболист, който изиграва над 100 срещи с националния екип, в 50 от тях е капитан, а в периода 24 ноември 1973 до 17 ноември 1993 г. държи постижението за най-много национални двубои.
- Лотар Матеус получава отличието на 27 април 2001 г. От 17 ноември 1993 г. той е новият рекордьор по най-много мачове за Германия и общо изиграва 150 национални срещи. През 1990 и 1991 г. Матеус е избран за „Футболист на годината в света“, а през 1990 г. получава и „Златната топка“ за най-добър играч в Европа.

#### Рекордьори
- Рекордьори по брой и време

873 футболисти са изиграли поне по един мач с националната фланелка на Германия. Повече от една четвърт от тях участват само в един национален двубой, но други от тези футболисти завинаги оставят имената си във футболната история.
Четирима играчи се подвизават в германския национален тим повече от 15 години. Първият е Адолф Йегер, който дебютира за Германия на 3 юни 1908 г. и изиграва последния си двубой на 14 декември 1924 г. Той е на 16 години и 190 дни, когато попада за първи път в националния отбор, но изиграва само 18 срещи в периода след Първата световна война. Фриц Валтер (14 юли 1940 – 24 юни 1958) също би записал повече срещи с националния екип ако не е било осемгодишното принудително прекъсване, наложено от войната. Валтер попада в разширения състав на германците за Световното първенство в Чили през 1962 г., въпреки че е на 41 години и на 20 юни 1959 г. спира с активния футбол. Рекордът на героя от Берн от 17 години и 345 дни трае до 27 май 1998 г., когато Лотар Матеус го подобрява, като фиксира новото най-добро постижение на 20 години и 6 дни със своите също рекордни 150 мача за „бундестима“. След контузия в ахилесовото сухожилие през 1995 г. кариерата на Матеус в националния отбор изглежда приключена, но той се завръща през 1998 г. Друг дългогодишен национален футболист е хамбургчанинът Уве Зеелер, който между 16 октомври 1954 г. и 9 септември 1970 г. е активен за 15 години и 328 дни. При дебюта на Зеелер с националната фланелка той е третият най-млад дебютант за всички времена, а след него никой друг футболист не е подобрявал това постижение. Отново контузия в ахилеса е могла да прекрати футболната кариера на нападателя, но той се завръща за световната квалификация срещу Швеция през 1965 г. След намирането на наследник на Зеелер в лицето на Герд Мюлер, нападателят за последно играе на значим футболен форум през 1970 г. и в последната си среща за Германия подобрява рекорда на Паул Янес от 71 национални двубоя. Ако се вземе предвид и националния отбор на ГДР, Улф Кирстен също би надминал 15-годишния национален период, макар и само с 43 дни, за което време той записва 49 мача за Източна Германия и 51 за Обединена Германия.
- Футболисти с повече от 100 срещи за Германия

До днес се е удало на шестима играчи да надхвърлят границата от 100 мача за националния отбор. Първият с такова постиение в Германия и петият в света е Франц Бекенбауер (по негово време се играят доста по-малко двубои на национално ниво в сравнение с днес).
1. Лотар Матеус първоначално играе в полузащитната линия, а по-късно е преквалифициран на либеро. Изявява се в националния отбор от 14 юни 1980 до 20 юни 2000 г., като изиграва 150 мача и отбелязва 23 гола. Матеус е първият футболист, който участва на пет световни първенства, а постиженията му са европейска титла от 1980 г., 2 световни вицешампионски титли от 1982 и 1986 г., както и световна титла от 1990 г. като капитан на отбора. Дебютира с националния екип в победния мач срещу Холандия (3:2) през 1980 г., като влиза като резерва в 73. минута. Последният му двубой е от Евро'2000 при загубара с 0:3 от Португалия. Матеус участва и на четири европейски първенства (германски рекорд) и играе под ръководството на четири национални селекционери (Юп Дервал, Франц Бекенбауер, Берти Фогтс и Ерих Рибек). Той е и най-възрастният футболист, играл в националния отбор.
2. Мирослав Клозе, изиграва 137 национални мача и вкарва 71 гола. Играе и на Евро 2012 и СП 2014.
3. Юрген Клинсман, бивш национален селекционер, изиграва между 12 декември 1987 и 4 юли 1998 г. 108 мача и отбелязва в тях 47 гола. Става световен шампион през 1990 и европейски първенец през 1996 г. Заедно с Томас Хеслер Клинсман държи рекорда за най-много двубои на европейски футболни финали (по 13), както и отбелязва най-много голове за Германия на европейски първенства (5).
4. Юрген Колер между 24 септември 1986 и 4 януари 1998 г. участва в 105 национални срещи (2 гола). Част е от шампионските тимове през 1990 и 1996 г.
5. Франц Бекенбауер, европейски от 1972 и световен шампион от 1974 г., треньор на националния отбор, изиграва 103 национални мача с 14 гола. Натрупва постижението си само и единствено при ръководството на Хелмут Шон.
6. Томас Хеслер изиграва 101 срещи (11 гола) за Германия между 31 август 1988 и 20 юни 2000 г. Става световен шампион през 1990 и европейски шампион през 1996 г.

Anmerkung: ГФС завежда в своята статистика също и Йоаким Щрайх със 102 срещи на пето място, но той играе само и единствено за футболната репрезентация на Източна Германия. 4 от общо 102-те срещи обаче не са признати от ФИФА.
- Футболисти, водили класацията за най-много национални срещи

В началните години водачеството в класацията често се променя или се заема от повече от един играчи. Когато се премахнат водачите в статистиката след първите 3 национални двубоя, остават имената само на 12 футболисти:
- Вили Баумгертнер: 16 март 1909 (4) (преди това има множество футболисти с по един, два или три национални срещи);
- Вили Баумгертнер и Артур Хилер: 4 април 1909 (и двамата по 4);
- Ойген Кип: 24 април 1910 (5) – 9 октомври 1911 (9);
- Ойген Кип и Адолф Вернер: 29 октомври 1911 (и двамата по 9);
- Ойген Кип, Адолф Вернер, Камило Уги: 17 декември 1911 (всичките по 9);
- Адолф Вернер: 24 март 1912 (10) – 14 април 1912 (11);
- Ойген Кип, Адолф Верер, Камило Уги: 5 май 1912 (всичките по 11);
- Ойген Кип: 29 юни 1912 (12);
- Ойген Кип, Адолф Вернер и Камило Уги: 1 юли 1912 (всичките по 12);
- Камило Уги и Адолф Вернер: 3 юли 1912 (и двамата по 13);
- Камило Уги: 6 октомври 1912 (14) – 21 март 1913 (15);
- Камило Уги и Ойген Кип: 21 март 1913 (и двамата по 15);
- Ойген Кип: 18 май 1913 (16) – 28 април 1929 (18);
- Хайнрих Щулфаут: 28 април 1929 (19) – 25 септември 1932 (21);
- Рихард Хофман: 25 септември 1932 (22) – 17 октомври 1936 (25);
- Ернст Ленер: 17 октомври 1936 (26) – 7 декември 1941 (62);
- Паул Янес: 7 декември 1941 (63) – 9 септември 1970 (71);
- Уве Зеелер: 9 септември 1970 (72) – 24 ноември 1973 (72);
- Франц Бекенбауер: 24 ноември 1973 (73) – 17 ноември 1993 (103);
- Лотар Матеус: от 17 ноември 1993 (150).

Заедно играят:
- Вили Баумгертнер, Ойген Кип, Адолф Вернер и Камило Уги;
- Хайнрих Щулфаут и Рихард Хофман;
- Рихард Хофман и Паул Янес;
- Паул Янес и Ернст Ленер;
- Уве Зеелер и Франц Бекенбауер.

Най-много поредни срещи:
Тъй като много футболисти прекъсват участията си за националния отбор поради контузии, налице са само няколко играчи, които успяват да изиграят множество последователни национални срещи:
1. Франц Бекенбауер: 60 мача (9 септември 1970 до 23 февруари 1977)
2. Берти Фогтс: 48 мача (27 март 1974 до 21 юни 1978)
3. Манфред Калц: 47 мача (8 март 1978 до 14 април 1982)
4. Берти Фогтс: 39 мача (6 март 1968 до 8 септември 1971)

- Рекордни голмайстори

От всички национални отбори Германия има най-много футболисти, които са отбелязали 30 (12), съответно 40 (7) гола за представителния футболен тим. Първият, който постига това е Ернст Ленер. На 5 октомври 1941 г. той отбелязва 30-ия си гол срещу Швеция (2:4). Последният нападател с това постижение е Лукас Подолски на 6 септември 2008 г. със своите два гола срещу Лихтенщайн. Подолски е и най-младият футболист с над 30 гола за Германия. Рекордният голмайстор Герд Мюлер оглавява също и голмайсторската класация на Първа Бундеслига (365 гола) и на европейските клубни турнири (66 гола). От 1974 до 2006 г. „Бомбардира на нацията“ е най-добрият голмайстор на световни финали с 14 попадения, но след това е изпреварен от бразилеца Роналдо.
| Място | Име                 | Голове | Мачове | Първи гол (среща)                 | Последен гол (среща)              | Рекорден голмайстор           | Важни турнири (голове)                                           | Титли                                                                                        |
| ----- | ------------------- | ------ | ------ | --------------------------------- | --------------------------------- | ----------------------------- | ---------------------------------------------------------------- | -------------------------------------------------------------------------------------------- |
| 1     | Мирослав Клозе      | 71     | 137    | 24 март 2001                      | активен                           | от 6 юни 2014                 | СП 2002 (5), 2006 (5); ЕП 2004, 2008 (2)                         | Голмайстор на СП 2006, Световен шампион 2014                                                 |
| 2     | Герд Мюлер          | 68     | 62     | 8 април 1967                      | 7 юли 1974 Финал за СП            | 26 май 1972 – 6 юни 2014      | СП 1970 (10), СП 1974 (4); ЕП 1972 (4)                           | Европейски шампион 1972, Световен шампион 1974, Голмайстор на СП 1970, Голмайстор на ЕП 1972 |
| 3     | Руди Фьолер         | 47     | 90     | 30 март 1983                      | 2 юли 1994 1/8 финал на СП        |                               | СП 1986 (3), 1990 (3), 1994 (2); ЕП 1984 (2), 1988 (2), 1992     | Световен шампион 1990                                                                        |
| 3     | Юрген Клинсман      | 47     | 108    | 27 април 1988                     | 29 юни 1998 1/8 финал на СП       |                               | СП 1990 (3), 1994 (5), 1998 (3); ЕП 1988 (1), 1992 (1), 1996 (3) | Световен шампион 1990, Европейски шампион 1996                                               |
| 3     | Лукас Подолски      | 47     | 116    | 21 декември 2004                  | активен                           |                               | СП 2006 (3), 2010 (2); ЕП 2004, 2008 (3), 2012 (1)               | Световен шампион 2014                                                                        |
| 6     | Карл-Хайнц Румениге | 45     | 95     | 8 октомври 1977                   | 29 юни 1986 Финал за СП           |                               | СП 1978 (3), 1982 (5), 1986 (1); ЕП 1980 (1), 1984               | Европейски шампион 1980                                                                      |
| 7     | Уве Зеелер          | 43     | 72     | 8 юни 1958 Среща от групите на СП | 14 юни 1970 1/4 финал за СП       | 23 юни 1966 – 26 май 1972     | СП 1958 (2), 1962 (2), 1966 (2), 1970 (3)                        |                                                                                              |
| 8     | Михаел Балак        | 42     | 98     | 28 март 2001                      | 9 септември 2009                  |                               | СП 2002 (3), 2006; ЕП 2000, 2004 (1), 2008 (2)                   |                                                                                              |
| 9     | Оливер Бирхоф       | 37     | 70     | 27 март 1996                      | 1 юни 2002 Среща от групите на СП |                               | СП 1998 (3), 2002 (1); ЕП 1996 (3), 2000                         | Европейски шампион 1996                                                                      |
| 10    | Фриц Валтер         | 33     | 61     | 14 юли 1940                       | 26 май 1956                       | 16 ноември 1955 – 23 юни 1966 | СП 1954 (3), 1958                                                | Световен шампион 1954                                                                        |

Забележка: ГФС включва в своята статистика също и Йоаким Щрайх с 55 гола на второ място и Улф Кирстен с 34 гола (11-о място). Двамата обаче отбелязват своите попадения изцяло (Щрайх) или частично за националните формации на ГДР. За Източна Германия Кирстен отбелязва 20 гола.
Футболисти със средно повече от един гол на мач, при изиграни повече от 3 срещи:
1. Готфрид Фукс 14 гола в 6 срещи = 2,33 средно на мач
2. Лудвих Даммингер и Ернст Пьортген 5/3/1,67
4. Ернст Вилимовски 13/8/1,63
5. Георг Франк и Оскар Рор 5/4/1,25
7. Аугуст Клинглер 6/5/1,20
8. Франц Биндер 10/9/1,11
9. Герд Мюлер 68/62/1,10
10. Хелмут Шон 17/16/1,06
- Рекордни вратари

Вратари с най-много срещи за германския национален отбор:
| Място | Име             | Брой | Мачове без гол | Важни турнири (* = без среща)                               | Титли (* = без среща)                           |
| ----- | --------------- | ---- | -------------- | ----------------------------------------------------------- | ----------------------------------------------- |
| 1     | Зеп Майер       | 95   | 44 (46%)       | СП 1966*, 1970 (3.), 1974, 1978; ЕП 1972, 1976 (2.)         | Европейски шампион 1972, Световен шампион 1974  |
| 2     | Оливер Кан      | 86   | 29 (34%)       | СП 1994*, 1998*, 2002 (2.), 2006 (3.); ЕП 1996*, 2000, 2004 | Европейски шампион 1996*                        |
| 3     | Харалд Шумахер  | 76   | 25 (33%)       | ЕП 1980, 1984; СП 1982 (2.), 1986 (2.)                      | Европейски шампион 1980                         |
| 4     | Йенс Леман      | 61   | 31 (51%)       | СП 1998*, 2002*, 2006 (3.); ЕП 2000*, 2004*, 2008 (2.)      | Европейски вицешампион 2008                     |
| 5     | Андреас Кьопке  | 59   | 28 (47%)       | СП 1990*, 1994*, 1998; ЕП 1992*, 1996                       | Световен шампион 1990*, Европейски шампион 1996 |
| 6     | Бодо Илгнер     | 54   | 19 (35%)       | СП 1990, 1994; ЕП 1988*, 1992 (2.)                          | Световен шампион 1990                           |
| 7     | Мануел Нойер*   | 51   | 22 (43%)       | СП 2010 (3.), 2014; ЕП 2012                                 | Световен шампион 2014                           |
| 8     | Ханс Тилковски  | 39   | 16 (41%)       | СП 1962*, 1966 (2.)                                         |                                                 |
| 9     | Ханс Якоб       | 38   | 11 (29%)       | СП 1934 (3.), 1938*, ЛОИ 1936                               |                                                 |
| 10    | Фриц Херкенрат  | 21   | 7 (33%)        | СП 1958 (3.)                                                |                                                 |
| 10    | Хайнрих Щулфаут | 21   | 5 (24%)        |                                                             |                                                 |
| 12    | Тони Турек      | 20   | 5 (25%)        | СП 1954                                                     | Световен шампион 1954                           |

Бележка: ГФС включва в своята статистика също и Юрген Крой с 94 срещи, Рене Мюлер с 46 и Бодо Рудвалайт с 33 двубоя, но те играят за националните футболни формации на ГДР.
Най-продължителната серия без допуснат гол на вратата на Германия принадлежи на Йенс Леман. Играещият тогава за Арсенал вратар подобрява своя стар рекорд от периода 2002 – 2005 г. през февруари 2008 г. при 3:0 срещу Австрия. 681-минутният рекорд е фиксиран след допуснат гол при 2:2 с Беларус през май 2008 г. Последното попадение преди това е получено през август 2007 г. срещу Англия, а след това следват мачове „на нула“ срещу Уелс (два пъти), Ирландия (два пъти), Кипър, Австрия и Швейцария.
Предходният рекорд е на 68 години и датира от 1937 г. Ханс Якоб от Ян Регенсбург играе срещу Франция, Белгия, Швейцария, Дания и Финландия, без да допусне попадение, а това прави общо 482 минути.
С постижение от 433 минути може да се похвали Ханс Тилковски, който успешно пази срещу Румъния, Югославия, Швейцария и Аржентина. Оливер Кан опазва мрежата си „суха“ в продължение на 427 минути на Световното първенство през 2002 г.
Зеп Майер преминава границата от 400 минути на два пъти – през сезон 1966/67 вратарят на Байерн Мюнхен дебютира с 423 минути без гол срещу Ирландия, Турция, Норвегия и Белгия на вратата на „бундестима“. Дванадесет години по-късно той подобрява предишното си най-добро постижение с 16 минути.

## Състав

### Настоящ състав
Списъкът се състои от играчи, включени в състава за Европейското първенство по футбол между 14 юни и 14 юли 2024 г.

Мачовете и головете са обновени към 5 юли 2024 г., след мача с Испания.
| №             | Име                  | Рождена дата         | Мач.    | Гол.    | Клуб               |         |         |         |
| Вратари       | Вратари              | Вратари              | Вратари | Вратари | Вратари            | Вратари | Вратари | Вратари |
| ------------- | -------------------- | -------------------- | ------- | ------- | ------------------ | ------- | ------- | ------- |
| 1             | Мануел Нойер         | 27 март 1986 г.      | 122     | 0       | Байерн Мюнхен      |         |         |         |
| 12            | Оливер Бауман        | 2 юни 1990 г.        | 0       | 0       | Хофенхайм          |         |         |         |
| 22            | Марк-Андре тер Щеген | 30 април 1992 г.     | 40      | 0       | Барселона          |         |         |         |
| Защитници     |                      |                      |         |         |                    |         |         |         |
| 2             | Антонио Рюдигер      | 3 март 1993 г.       | 73      | 3       | Реал Мадрид        |         |         |         |
| 3             | Давид Раум           | 22 април 1998 г.     | 23      | 0       | РБ Лайпциг         |         |         |         |
| 4             | Джонатан Та          | 11 февруари 1996 г.  | 27      | 0       | Байер Леверкузен   |         |         |         |
| 6             | Йозуа Кимих          | 8 февруари 1995 г.   | 89      | 6       | Байерн Мюнхен      |         |         |         |
| 15            | Нико Шлотербек       | 1 декември 1999 г.   | 13      | 0       | Борусия Дортмунд   |         |         |         |
| 16            | Валдемар Антон       | 20 юли 1996 г.       | 3       | 0       | Щутгарт            |         |         |         |
| 18            | Максимилиан Мителщед | 18 март 1997 г.      | 6       | 1       | Щутгарт            |         |         |         |
| 20            | Бенямин Хенрихс      | 23 февруари 1997 г.  | 15      | 0       | РБ Лайпциг         |         |         |         |
| 24            | Робин Кох            | 17 юли 1996 г.       | 8       | 0       | Айнтрахт Франкфурт |         |         |         |
| Полузащитници |                      |                      |         |         |                    |         |         |         |
| 5             | Паскал Грос          | 15 юни 1991 г.       | 6       | 0       | Брайтън            |         |         |         |
| 8             | Тони Кроос           | 4 януари 1990 г.     | 113     | 17      | Реал Мадрид        |         |         |         |
| 10            | Джамал Мусиала       | 26 февруари 2003 г.  | 32      | 5       | Байерн Мюнхен      |         |         |         |
| 11            | Крис Фюрих           | 9 януари 1998 г.     | 4       | 0       | Щутгарт            |         |         |         |
| 17            | Флориан Вирц         | 3 май 2003 г.        | 21      | 3       | Байер Леверкузен   |         |         |         |
| 19            | Лерой Сане           | 11 януари 1996 г.    | 64      | 13      | Байерн Мюнхен      |         |         |         |
| 21            | Илкай Гюндоган       | 24 октомври 1990 г.  | 80      | 19      | Барселона          |         |         |         |
| 23            | Роберт Андрих        | 22 септември 1994 г. | 8       | 0       | Байер Леверкузен   |         |         |         |
| 25            | Емре Джан            | 12 януари 1994 г.    | 47      | 2       | Борусия Дортмунд   |         |         |         |
| Нападатели    |                      |                      |         |         |                    |         |         |         |
| 7             | Кай Хаверц           | 11 юни 1999 г.       | 49      | 17      | Арсенал            |         |         |         |
| 9             | Никлас Фюлкруг       | 9 февруари 1993 г.   | 20      | 13      | Борусия Дортмунд   |         |         |         |
| 13            | Томас Мюлер          | 13 септември 1989 г. | 130     | 45      | Байерн Мюнхен      |         |         |         |
| 14            | Максимилиан Байер    | 17 октомври 2002 г.  | 1       | 0       | Хофенхайм          |         |         |         |
| 26            | Дениз Ундав          | 19 юли 1996 г.       | 2       | 0       | Щутгарт            |         |         |         |

### Често викани играчи
Списък на играчи, използвани през последните 12 месеца, и все още с възможност да попаднат в състава.
| Име                 | Рождена дата        | Мач.    | Гол.    | Клуб               | Последно повикване         |         |         |         |         |
| Вратари             | Вратари             | Вратари | Вратари | Вратари            | Вратари                    | Вратари | Вратари | Вратари | Вратари |
| ------------------- | ------------------- | ------- | ------- | ------------------ | -------------------------- | ------- | ------- | ------- | ------- |
| Александер Нюбел    | 2 май 1991 г.       | 0       | 0       | Щутгарт            | Предв. състав за Евро 2024 |         |         |         |         |
| Бернд Лено          | 4 март 1992 г.      | 9       | 0       | Фулъм              | 26 март 2024 г.            |         |         |         |         |
| Кевин Трап          | 8 юли 1990 г.       | 9       | 0       | Айнтрахт Франкфурт | 21 ноември 2023 г.         |         |         |         |         |
| Янис Бласвих        | 2 май 1991 г.       | 0       | 0       | РБ Лайпциг         | 21 ноември 2023 г.         |         |         |         |         |
| Защитници           |                     |         |         |                    |                            |         |         |         |         |
| Ян-Никлас Бесте     | 4 януари 1999 г.    | 0       | 0       | Хайденхайм         | 23 март 2024 г.            |         |         |         |         |
| Никлас Зюле         | 3 септември 1995 г. | 49      | 1       | Борусия Дортмунд   | 21 ноември 2023 г.         |         |         |         |         |
| Матс Хумелс         | 16 декември 1988 г. | 78      | 5       | Борусия Дортмунд   | 21 ноември 2023 г.         |         |         |         |         |
| Робин Госенс        | 5 юли 1994 г.       | 20      | 2       | Унион Берлин       | 18 ноември 2023 г.         |         |         |         |         |
| Малик Тиао          | 8 август 2001 г.    | 3       | 0       | Милан              | 18 ноември 2023 г.         |         |         |         |         |
| Полузащитници       |                     |         |         |                    |                            |         |         |         |         |
| Александър Павлович | 3 май 2004 г.       | 0       | 0       | Байерн Мюнхен      | Състав за Евро 2024        |         |         |         |         |
| Юлиан Брант         | 2 май 1996 г.       | 47      | 3       | Борусия Дортмунд   | 21 ноември 2023 г.         |         |         |         |         |
| Леон Горецка        | 6 февруари 1995 г.  | 57      | 14      | Байерн Мюнхен      | 21 ноември 2023 г.         |         |         |         |         |
| Гриша Прьомел       | 9 януари 1995 г.    | 0       | 0       | Хофенхайм          | 21 ноември 2023 г.         |         |         |         |         |
| Йонас Хофман        | 14 юли 1992 г.      | 23      | 4       | Байер Леверкузен   | 21 ноември 2023 г.         |         |         |         |         |
| Феликс Нмеча        | 10 октомври 2000 г. | 1       | 0       | Борусия Дортмунд   | 18 ноевмври 2023 г.        |         |         |         |         |
| Нападатели          |                     |         |         |                    |                            |         |         |         |         |
| Серж Гнабри         | 14 юли 1995 г.      | 45      | 22      | Байерн Мюнхен      | 21 ноември 2023 г.         |         |         |         |         |
| Марвин Дукш         | 7 март 1994 г.      | 2       | 0       | Вердер Бремен      | 21 ноември 2023 г.         |         |         |         |         |
| Кевин Беренс        | 3 февруари 1991 г.  | 1       | 0       | Волфсбург          | 18 октомври 2023 г.        |         |         |         |         |
| Кевин Шаде          | 27 ноември 2001 г.  | 3       | 0       | Брентфорд          | 18 октомври 2023 г.        |         |         |         |         |

### Идеалният отбор за всички времена
1 – Зеп Майер

2 – Берти Фогтс 3 – Паул Брайтнер 5 – Франц Бекенбауер 4 – Андреас Бреме

6 – Лотар Матеус 8 – Фриц Валтер

7 – Юрген Клинсман 9 – Герд Мюлер 10 – Уве Зелер 11 – Мирослав Клозе

## Международни срещи

### Състезателен цикъл 2023–2024
| Дата              | Място на срещата  | Вид на срещата       | Противник   | Резултат                 | Голмайстори за Германия                                           |
| 25 март 2023      | Майнц             | Контрола             | Перу        | 2:0 (2:0)                | Фюлкруг 12', 33'                                                  |
| 28 март 2023      | Кьолн             | Контрола             | Белгия      | 2:3 (1:2)                | Фюлкруг 44' (д.), Гнабри 87'                                      |
| 12 юни 2023       | Бремен            | Контрола             | Украйна     | 3:3 (1:2)                | Фюлкруг 6', Хаверц 83', Кимих 90+1' (д.)                          |
| 16 юни 2023       | Варшава           | Контрола             | Полша       | 0:1 (0:1)                |                                                                   |
| 20 юни 2023       | Гелзенкирхен      | Контрола             | Колумбия    | 0:2 (0:0)                |                                                                   |
| 9 септември 2023  | Волфсбург         | Контрола             | Япония      | 1:4 (1:2)                | Сане 19'                                                          |
| 12 септември 2023 | Дортмунд          | Контрола             | Франция     | 2:1 (1:0)                | Мюлер 4', Сане 87'                                                |
| 14 октомври 2023  | Ийст Хартфърд     | Контрола             | САЩ         | 3:1 (1:1)                | Гюндоган 39', Фюлкруг 58', Мусиала 61'                            |
| 17 октомври 2023  | Филаделфия        | Контрола             | Мексико     | 2:2 (1:1)                | Рюдигер 25', Фюлкруг 51'                                          |
| 18 ноември 2023   | Берлин            | Контрола             | Турция      | 2:3 (1:2)                | Хаверц 5', Фюлкруг 48'                                            |
| 21 ноември 2023   | Виена             | Контрола             | Австрия     | 0:2 (0:1)                |                                                                   |
| 23 март 2024      | Лион              | Контрола             | Франция     | 2:0 (1:0)                | Вирц 1', Хаверц 49'                                               |
| 26 март 2024      | Франкфурт на Майн | Контрола             | Нидерландия | 2:1 (1:1)                | Мителщед 11', Фюлкруг 85'                                         |
| 3 юни 2024        | Нюрнберг          | Контрола             | Украйна     | 0:0                      |                                                                   |
| 7 юни 2024        | Мьонхенгладбах    | Контрола             | Гърция      | 2:1 (0:1)                | Хаверц 56', Грос 89'                                              |
| 14 юни 2024       | Мюнхен            | ЕП 2024 Група A      | Шотландия   | 5:1 (3:0)                | Вирц 10', Мусиала 19', Хаверц 45+1' (д.), Фюлкруг 68', Джан 90+3' |
| 19 юни 2024       | Щутгарт           | ЕП 2024 Група A      | Унгария     | 2:0 (1:0)                | Мусиала 22', Гюндоган 67'                                         |
| 23 юни 2024       | Франкфурт на Майн | ЕП 2024 Група A      | Швейцария   | 1:1 (0:1)                | Фюлкруг 90+2'                                                     |
| 29 юни 2024       | Дортмунд          | ЕП 2024 Осминафинал  | Дания       | 2:0 (0:0)                | Хаверц 53' (д.), Мусиала 68'                                      |
| 5 юли 2024        | Щутгарт           | ЕП 2024 Четвъртфинал | Испания     | 1:2 (0:0, 1:1) сл. прод. | Вирц 89'                                                          |

### Състезателен цикъл 2024–2026
| Дата              | Място на срещата | Вид на срещата | Противник           | Резултат | Голмайстори за Германия |
| 7 септември 2024  | Дюселдорф        | ЛН Група A3    | Унгария             |          |                         |
| 10 септември 2024 | Амстердам        | ЛН Група A3    | Нидерландия         |          |                         |
| 11 октомври 2024  | Зеница           | ЛН Група A3    | Босна и Херцеговина |          |                         |
| 14 октомври 2024  | Мюнхен           | ЛН Група A3    | Нидерландия         |          |                         |
| 16 ноември 2024   | Фрайбург         | ЛН Група A3    | Босна и Херцеговина |          |                         |
| 19 ноември 2024   | Будапеща         | ЛН Група A3    | Унгария             |          |                         |

### Баланс срещу други отбори
Германия има следния баланс срещу други национални отбори по футбол (нужни са поне 10 срещи за включване в таблицата; към 5 юли 2024 г.):
| Страна             | Мач. | П  | Р  | З  | Голова разлика | Важни срещи                                                      |
| ------------------ | ---- | -- | -- | -- | -------------- | ---------------------------------------------------------------- |
| Австрия            | 41   | 25 | 6  | 10 | 090:59         | ЛОИ 1912; ЕП 2008; СП 1934, 1954, 1978, 1982                     |
| Албания            | 14   | 13 | 1  | 0  | 038:10         |                                                                  |
| Англия             | 39   | 13 | 9  | 17 | 049:76         | СП 1966, 1970, 1982, 1990, 2010; ЕП 1972, 1996, 2000, 2020       |
| Аржентина          | 23   | 7  | 6  | 10 | 033:34         | СП 1958, 1966, 1986, 1990, 2006, 2010, 2014; КК 2005             |
| Белгия             | 26   | 20 | 1  | 5  | 060:29         | СП 1934, 1994, ЕП 1972, 1980                                     |
| Бразилия           | 23   | 5  | 5  | 13 | 031:41         | СП 2002, 2014; КК 1999, 2005                                     |
| България           | 21   | 16 | 2  | 3  | 056:24         | СП 1970, 1994                                                    |
| Дания              | 29   | 16 | 5  | 8  | 057:38         | СП 1986; ЕП 1988, 1992, 2024                                     |
| Република Ирландия | 20   | 9  | 5  | 6  | 035:24         | СП 2002                                                          |
| Испания            | 27   | 9  | 9  | 9  | 032:34         | СП 1966, 1982, 1994, 2010, 2022; ЕП 1976, 1984, 1988, 2008, 2024 |
| Италия             | 37   | 9  | 13 | 15 | 047:53         | СП 1962, 1970, 1978, 1982, 2006; ЕП 1988, 1996, 2012, 2016       |
| Люксембург         | 13   | 12 | 0  | 1  | 060:11         | ЛОИ 1936                                                         |
| Мексико            | 13   | 5  | 6  | 2  | 026:13         | СП 1978, 1986, 1998, 2018; КК 2005, 2017                         |
| Нидерландия        | 46   | 17 | 17 | 12 | 087:77         | СП 1974, 1978, 1990; ЕП 1980, 1988, 1992, 2004, 2012             |
| Норвегия           | 22   | 15 | 5  | 2  | 059:17         | ЛОИ 1936                                                         |
| Полша              | 22   | 13 | 7  | 2  | 034:13         | СП 1978, 1974, 2006; ЕП 2008, 2016                               |
| Португалия         | 19   | 11 | 5  | 3  | 033:18         | СП 2006, 2014; ЕП 1984, 2000, 2008, 2012, 2020                   |
| Румъния            | 15   | 10 | 3  | 2  | 041:19         | ЕП 1984, 2000                                                    |
| Северна Ирландия   | 19   | 13 | 4  | 2  | 046:15         | СП 1958; ЕП 2016                                                 |
| Словакия           | 11   | 8  | 0  | 3  | 025:12         | ЕП 2016                                                          |
| САЩ                | 12   | 8  | 0  | 4  | 026:18         | СП 1998, 2002, 2014; КК 1999                                     |
| СССР               | 12   | 9  | 0  | 3  | 022:11         | СП 1966; ЕП 1972                                                 |
| Турция             | 22   | 14 | 4  | 4  | 054:19         | СП 1954; ЕП 2008                                                 |
| Уелс               | 17   | 9  | 6  | 2  | 026:10         |                                                                  |
| Унгария            | 38   | 14 | 12 | 12 | 076:68         | ЛОИ 1912, СП 1954; ЕП 2020, 2024                                 |
| Уругвай            | 11   | 8  | 2  | 1  | 029:12         | ЛОИ 1928; СП 1966, 1970, 1986, 2010                              |
| Финландия          | 23   | 16 | 6  | 1  | 082:19         |                                                                  |
| Франция            | 34   | 11 | 8  | 15 | 050:51         | СП 1958, 1982, 1986, 2014; ЕП 2016, 2020                         |
| Чехословакия       | 17   | 10 | 4  | 3  | 036:24         | СП 1934, 1958, 1990; ЕП 1976, 1980                               |
| Швейцария          | 54   | 36 | 9  | 9  | 143:70         | ЛОИ 1928; СП 1938, 1962, 1966; ЕП 2024                           |
| Швеция             | 37   | 16 | 9  | 12 | 072:61         | СП 1934, 1958, 1974, 2006, 2018; ЕП 1992                         |
| Шотландия          | 18   | 9  | 5  | 4  | 031:24         | СП 1986; ЕП 1992, 2024                                           |
| Югославия          | 25   | 14 | 4  | 7  | 046:31         | СП 1954, 1958, 1962, 1974, 1990, 1998; ЕП 1976                   |

Бележки по таблицата:
Зелен фон = позитивен баланс, жълт фон = равен баланс, червен фон = отрицателен баланс

### Място в ранглистата на ФИФА
Към 18 ноември 2022 г. отборът е номер 11 в световната ранглиста на ФИФА. Заемал е първото място през декември 1992 г., август 1993 г., декември 1993 г., февруари – март 1994 г., юни 1994 г., юли 2014 – юли 2015 г., юли – 10 август 2017 г., 14 септември 2017 – юни 2018. Най-ниската му позиция е 22 – март 2006 г.